# Église protestante Saint-Pierre-le-Jeune de Strasbourg
Cet article concerne l'église aujourd'hui protestante Saint-Pierre-le-Jeune. Pour l'église catholique, voir église Saint-Pierre-le-Jeune catholique de Strasbourg.
L’église protestante Saint-Pierre-le-Jeune est un édifice de culte luthérien situé à Strasbourg dans le département français du Bas-Rhin en région Grand Est.
Elle se situe place Saint-Pierre-le-Jeune dans le centre historique de la ville. C'est l'une des plus remarquables de Strasbourg, au point de vue de l'histoire de l'art et de l'architecture.
Il existe deux autres églises Saint-Pierre à Strasbourg : l'église Saint-Pierre-le-Vieux qui est en fait un ensemble de deux églises, l'une catholique et l'autre protestante, et l'église Saint-Pierre-le-Jeune catholique, à l'imposante coupole néo-romane et qui date de la fin du XIXe siècle.
L'église est luthérienne depuis 1524, date à laquelle Wolfgang Capiton y prêche la Réforme. Paul Fagius lui succède. En 1682 Louis XIV restaure la paroisse catholique, le chœur est alors attribué aux catholiques et la nef aux protestants. Cette attribution aux deux cultes perdura jusqu'en 1893 date à laquelle fut construite par les Allemands l'église Saint-Pierre-le-Jeune catholique. C'est dans le baptistère devant à droite que le bienheureux Charles de Foucauld a été baptisé. C'était le moment où l'église était utilisée conjointement par catholiques et protestants (simultaneum).
L'édifice fait l'objet d'un classement au titre des monuments historiques depuis 1862.

## Histoire
À l’emplacement de l’église actuelle se trouvait à la fin du VIIe siècle une chapelle en bois, construite probablement par des moines irlandais. C’est pourquoi elle était dédiée à saint Colomban de Bangor (543-615). Venu en France vers 590 avec des compagnons, il avait évangélisé la région. À l’origine la chapelle se trouvait au milieu d’un cimetière situé en-dehors des murailles de la ville. Elle servira d’oratoire (Leutkirche) aux artisans, horticulteurs et domestiques qui habitaient le long de la grande voie de communication romaine entre Strasbourg et Trèves. Plus précisément il s’agit de l’espace du Faubourg-de-Pierre actuel. Des bâtiments attenants servent d’hospice pour l’accueil des pèlerins en quête de gîte, des sans abri, des orphelins et des malades pauvres. Une seconde église semble avoir vu le jour vers l’an mille, desservie elle aussi par des moines.
À l’initiative de l’évêque Guillaume Ier, une église collégiale romane est construite au XIe siècle à la place de l’église Saint-Colomban. Elle est dédiée à saint Pierre, car elle a été consacrée par un pape, Léon IX, en 1049 (ou 1053 ?). Comme il existait déjà une église Saint-Pierre à Strasbourg, la nouvelle, construite au XIe siècle, s’appellera « Saint-Pierre-le-Jeune ». Cette église romane dont subsistent aujourd’hui seulement des restes, comme le bas du clocher, quelques colonnes du cloître, est remplacée au XIVe siècle par une église d’architecture gothique. Diverses chapelles verront le jour aux XIVe et XVe siècles. Comme les murailles de la ville avaient été élargies entre 1200 et 1220, l’église se trouve désormais à l’intérieur de la ville. La confrérie des moines de saint Colomban, dont la tâche était essentiellement diaconale et sociale, est transformée par l’évêque Guillaume en « vénérable Chapitre » et dotée de riches biens. Huit chanoines composent le Chapitre, quatorze au temps du successeur de Guillaume et quinze à la fin du Moyen Âge. Aux canonicats s’ajoutent au cours des temps 14 vicariats et 19 chapellenies.
Au début, les chanoines vivent en communauté et suivent la règle de saint Chrodegang, mais une centaine d’années après la création du Chapitre, la vie commune est progressivement abandonnée. Chaque chanoine aura son propre logement, le plus souvent à proximité de l’église. Diverses fonctions sont exercées par les chanoines. Le prévôt, investi par le pape, administre les biens du Chapitre et le représente devant les autorités civiles et religieuses de la ville et de l’Empire, le doyen, élu par le Chapitre, veille au maintien de la discipline et à l’ordonnancement des offices. Le custode, ou trésorier, administre la paroisse, le pléban qui lui est soumis en est le prêtre. Le cantor (chantre) instruit les jeunes chanoines dans le chant et dirige la liturgie. Le scholasticus dirige l’école du Chapitre. D’autres chanoines s’occupent des locaux, des questions matérielles et des enterrements. Les chanoines ont une intense activité cultuelle. Ils chantent tous les jours les « heures » canoniques et célèbrent également les messes des « jours anniversaires », « pour l’âme du donateur et sa libération du purgatoire », le jour anniversaire de décès du donateur.
Le Chapitre entretient donc une école. À l’origine elle était destinée à instruire les futurs chanoines. Plus tard elle fut aussi ouverte à tous les membres de la paroisse, y compris, grâce à des bourses, à des enfants pauvres. Un certain nombre de chanoines fréquentaient les grandes universités en Allemagne, en France et en Italie (Bologne), en se spécialisant dans le droit plutôt que dans la théologie. Les autorités religieuses et politiques confièrent souvent des fonctions d’ambassadeurs, d’arbitres ou de médiateurs et d’exécuteurs testamentaires à des chanoines de Saint-Pierre-le-Jeune. C’est à la fin du XVe siècle que le Chapitre atteint son apogée : sa richesse, des membres souvent instruits, une école bien dirigée, une riche bibliothèque placent le Chapitre à la tête des Chapitres du diocèse.
Autour de 1500 quelques grandes figures se trouvent parmi les chanoines, tel Peter Schott (de), marqué par l’humanisme, ami de Geiler et soucieux de réformes et de piété authentique. Mais des abus apparaissent. Certains chanoines cumulent les prébendes, ne participent plus régulièrement aux offices. D’autres défraient la chronique pour des affaires de mœurs. En 1518 des indulgences sont offertes aux fidèles sur le parvis de l’église par un cardinal qui réside pendant quatre semaines à la prévôté de Saint-Pierre-le-Jeune.

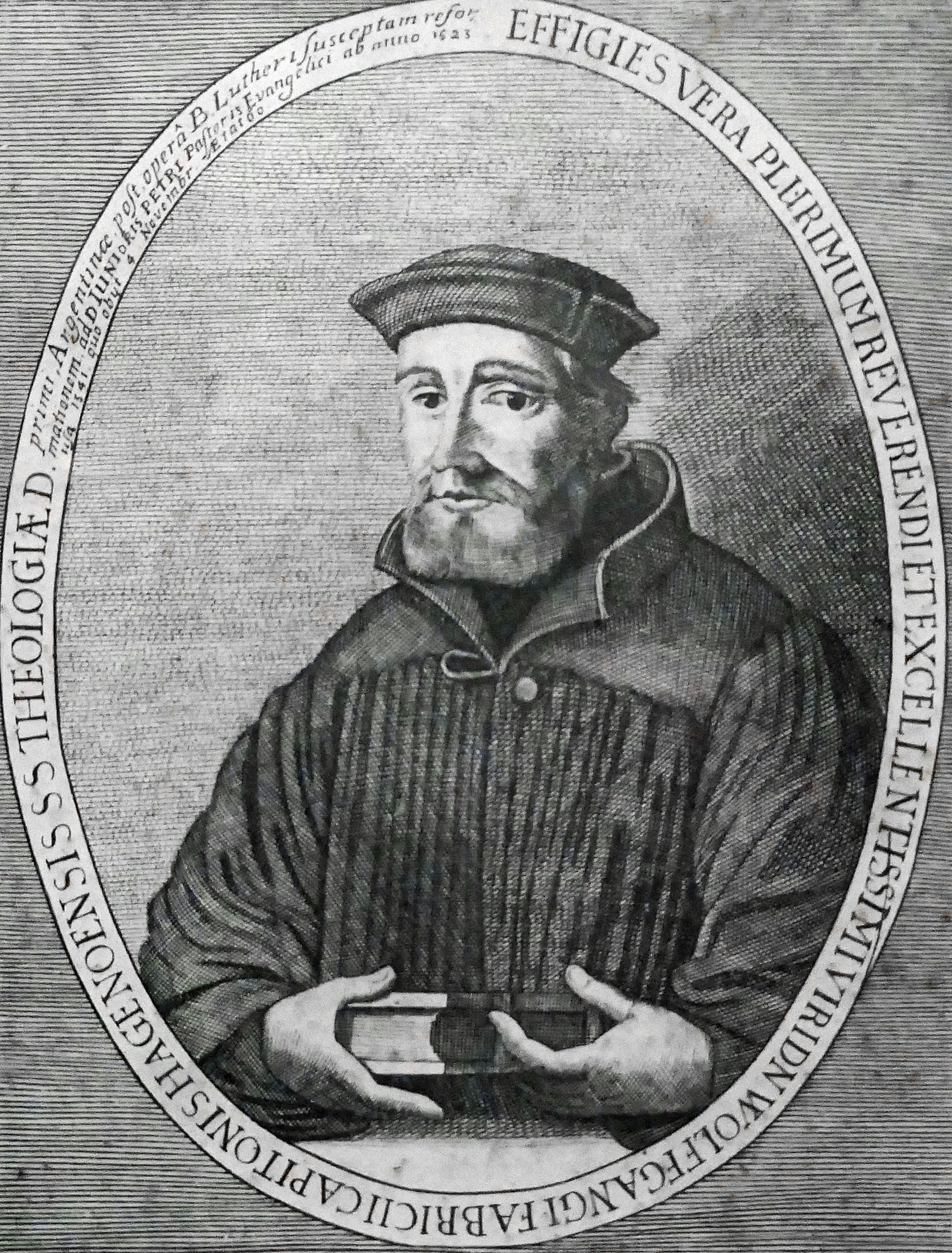
Wolfgang Capiton.

À partir de 1519, les écrits de Luther apparaissent à Strasbourg. Son message est répercuté en particulier par le pléban de la cathédrale, Matthieu Zell. Les paroissiens de Saint-Pierre-le-Jeune, lassés des prédications de leur pléban, le curé Veit Kumbach, font appel en 1524 à Wolfgang Capiton (1478-1541), prévôt du Chapitre de Saint-Thomas. Après bien des tractations, le Magistrat de la ville cède aux pressions de la base et accepte de le nommer pasteur de la paroisse, malgré l’opposition des chanoines. Ceux-ci quittent secrètement la ville, en emportant avec eux tous les objets précieux du trésor du Chapitre. Resté catholique, le Chapitre conserve la jouissance du chœur pour les séances solennelles et pour l’intronisation des chanoines, et reste propriétaire des murs.

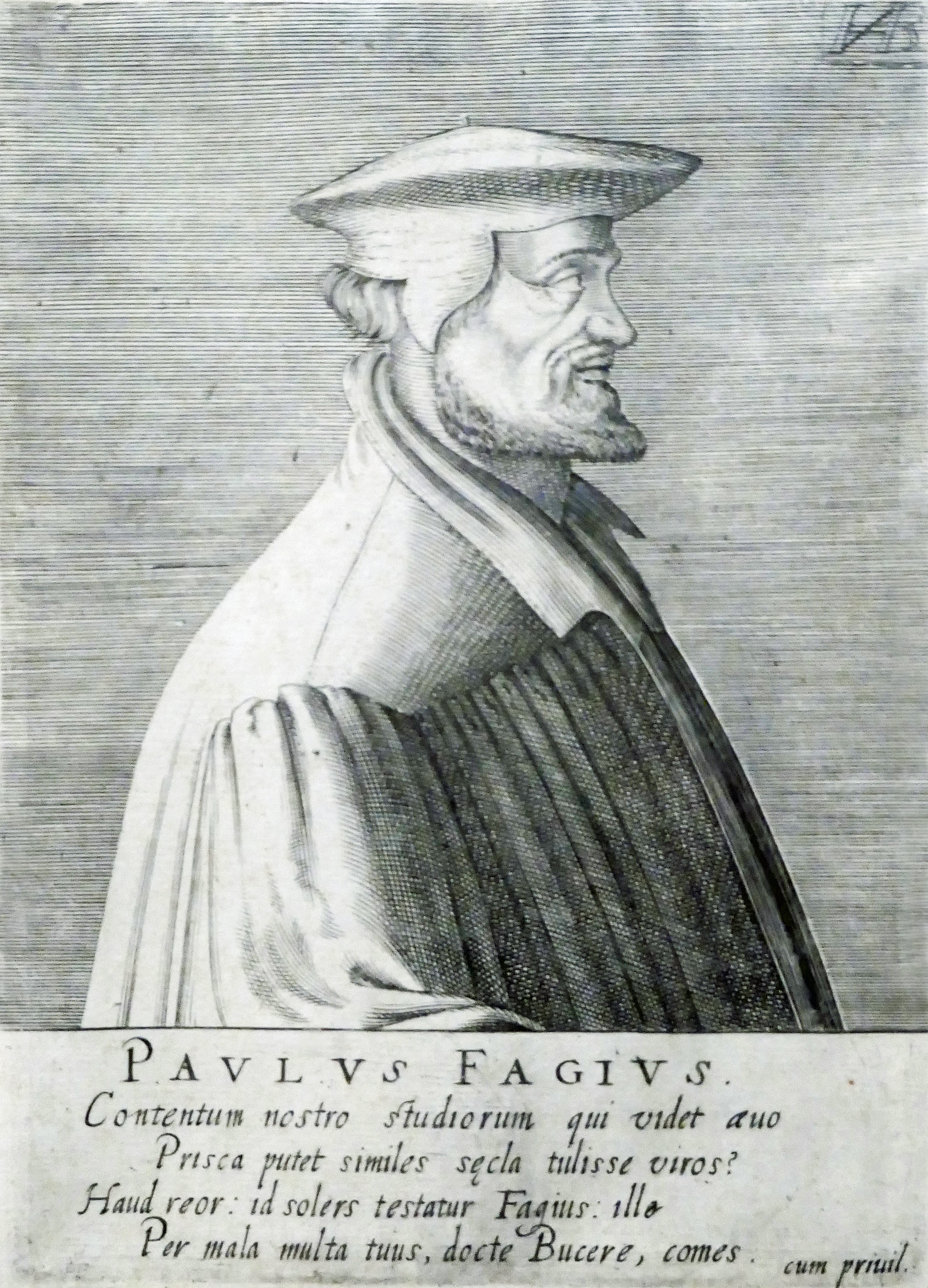
Paul Fagius.

Un culte évangélique est célébré dans la langue du peuple, axé sur la prédication, porté par les chants de l’assemblée. La cène est célébrée tous les quinze jours. Les pasteurs sont nommés par le Conseil de la ville après consultation de la paroisse. Capiton, marié en 1524 avec Agnès Ulrich, fille d’un conseiller de la ville, enseigne le catéchisme tous les dimanches aux enfants, avec deux de ses collègues. En 1527 il publie le premier catéchisme strasbourgeois, qui sera remplacé vers 1540 par le Petit Catéchisme de Luther. Il donne également des cours d’hébreu et est l’auteur de plusieurs commentaires bibliques. Il meurt de la peste en 1541. Suivant une proposition de Bucer, son successeur Paul Fagius met en place en 1545-1546, à l’intérieur de la paroisse, un cercle de chrétiens professants (Christliche Gemeinschaft), prêts à se soumettre à une discipline plus stricte, à une formation doctrinale plus poussée et à une certaine forme de partage. Mais l’expérience ne dura que quelques années. À partir de 1549, la paroisse, qui comptait environ 4 000 fidèles, est desservie par trois pasteurs auxquels s’ajoutera à partir de 1661 un prédicateur chargé de l’office du dimanche soir. Outre les cultes dominicaux, une prière du matin est célébrée chaque jour. Pendant l’Interim de 1549 à 1559, le culte catholique est réintroduit dans l’église Saint-Pierre-le-Jeune. Le pasteur Fagius doit quitter la ville. Le culte protestant est de nouveau célébré à partir de 1561.
Après le rattachement de Strasbourg au royaume de France en 1681, et bien que le sort de Saint-Pierre n’ait pas été évoqué dans l’acte de capitulation, le chœur de l’église est attribué aux célébrations du Chapitre et à une paroisse catholique. Il est séparé début 1683 de la nef par un grand mur. Le Chapitre réfugié à Molsheim revient à Strasbourg et reprend ses activités et une paroisse catholique célèbre ses cultes dans le chœur.
Au sein de l’Église luthérienne d’Alsace, c’est la stricte orthodoxie luthérienne qui domine jusqu’au XVIIIe siècle. Mais peu à peu, le piétisme et le rationalisme gagnent du terrain. À Saint-Pierre-le-Jeune, le pasteur Jean-Sigismond Lorenz, Amtprediger de 1771 à 1782, qui était en même temps professeur de théologie, attire bien des Strasbourgeois touchés par la piété des Frères moraves qui se réclamaient de Zinzendorf. Adepte d’une religion du cœur fondée sur l’attachement personnel à Jésus, Lorenz s’oppose aussi bien à une orthodoxie figée qu’au rationalisme réducteur de la foi. Au sein du Chapitre émerge le chanoine Jean-Baptiste Denis de Règemorte qui fut préteur royal de 1752 à 1761.
La Révolution française suscite d’abord l’enthousiasme des protestants strasbourgeois. Mais le pasteur Leonhard de Saint-Pierre-le-Jeune s’élève, dans une prédication, contre le sac de l’Hôtel de ville. Lors d’une phase plus radicale de la Révolution, toutes les églises de la ville sont fermées, l’église de Saint-Pierre-le-Jeune devient en 1793 un dépôt de paille et de foin. Les fidèles continuent de se réunir jusqu’en janvier 1796 dans l’auberge de la Charrue. Les cloches et d’autres objets cultuels avaient été réquisitionnés. La Révolution met fin au Chapitre. Les chanoines se dispersent. L’un d’entre eux François Louis Rumpler adhère avec enthousiasme aux idées égalitaires de la Révolution. Avec sa fortune personnelle il acquiert les bâtiments du mont Sainte-Odile. Pendant la Terreur il cache les reliques de sainte Odile.
Trois courants marquent au XIXe siècle l’Église luthérienne d’Alsace et donc aussi la paroisse de Saint-Pierre-le-Jeune : l’ancien rationalisme, qui s’est mué en libéralisme, dominant tout au long du XIXe siècle, le piétisme qui resurgit sous la forme du Réveil animé par François Haerter, et le renouveau confessionnel luthérien incarné par Frédéric Horning. Pasteur à Saint-Pierre-le-Jeune de 1846 à 1882, celui-ci va marquer sa paroisse de son empreinte, sur le plan liturgique aussi bien que catéchétique et diaconal. Face à l’individualisme et au libéralisme, il insiste sur l’Église en tant que communauté, liée par une confession de foi. Il réintroduit les anciens cantiques et, prenant ses distances vis-à-vis du moralisme libéral et de l’activisme et du sentimentalisme piétistes, il promeut une piété centrée sur la justification par la foi. Son fils Wilhelm, de moindre envergure mais un historien fécond, fondera, en lien avec la paroisse, la Maison Bethléhem, une maison de retraite, et pour quelques années, un orphelinat à Cronenbourg, et gèrera la restauration de l’église, à la fin du XIXe siècle, où les protestants réintègrent la totalité de l’église, y compris le chœur. Comme le chœur de l’église était devenu trop petit pour la paroisse catholique et que les protestants s’opposèrent à un simultaneum de l’ensemble de l’église pour les deux cultes, la ville de Strasbourg décida de construire une nouvelle église pour le culte catholique, à l’emplacement de la Caserne Finkmatt qui fut démolie. De 1897 à 1901 l’ancienne église Saint-Pierre-le-Jeune, entièrement rendue au culte protestant, fait l’objet d’un important travail de restauration qui lui a donné le visage que nous connaissons aujourd'hui.

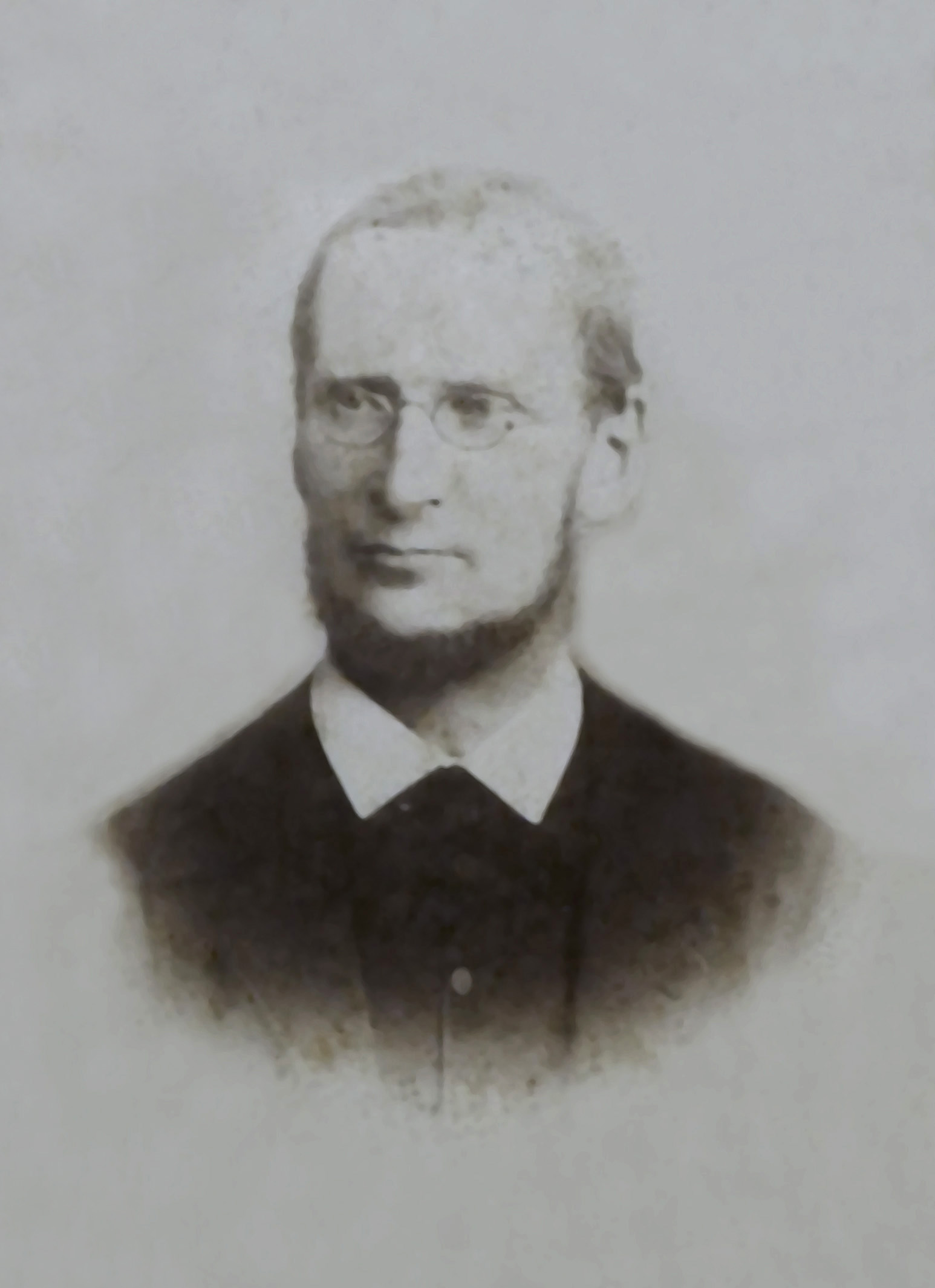
Émile Nied.
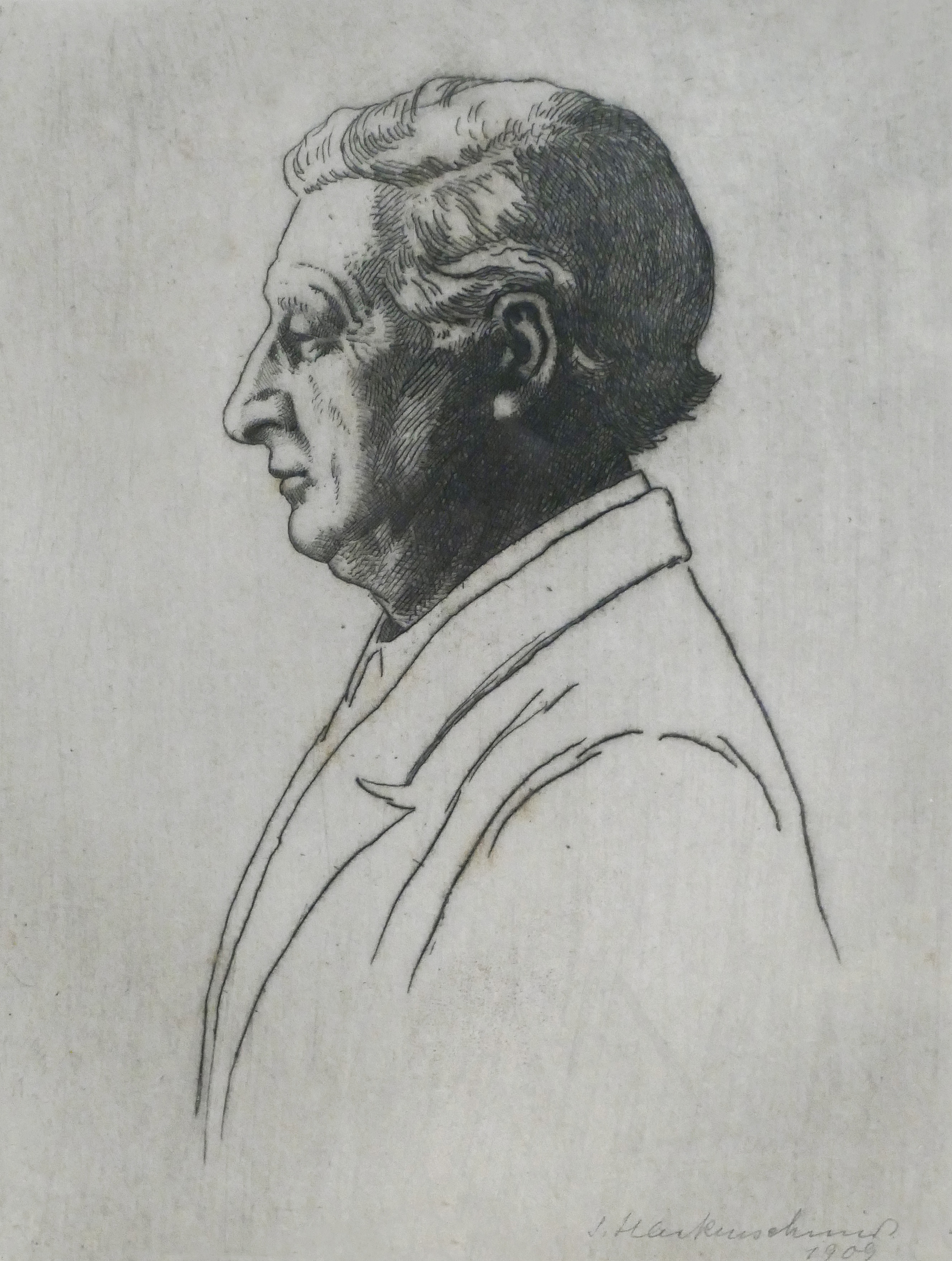
C.K. Hackenschmidt par sa fille Sabine.
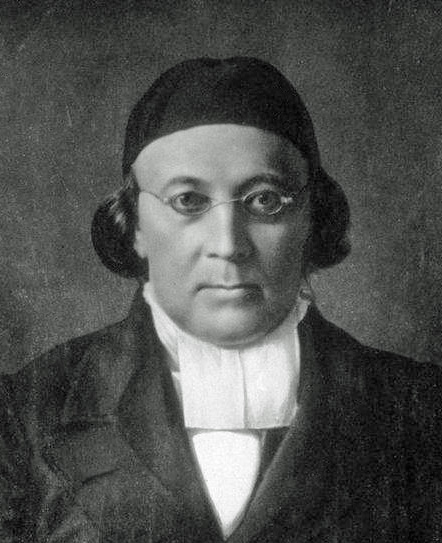
Frédéric Horning.
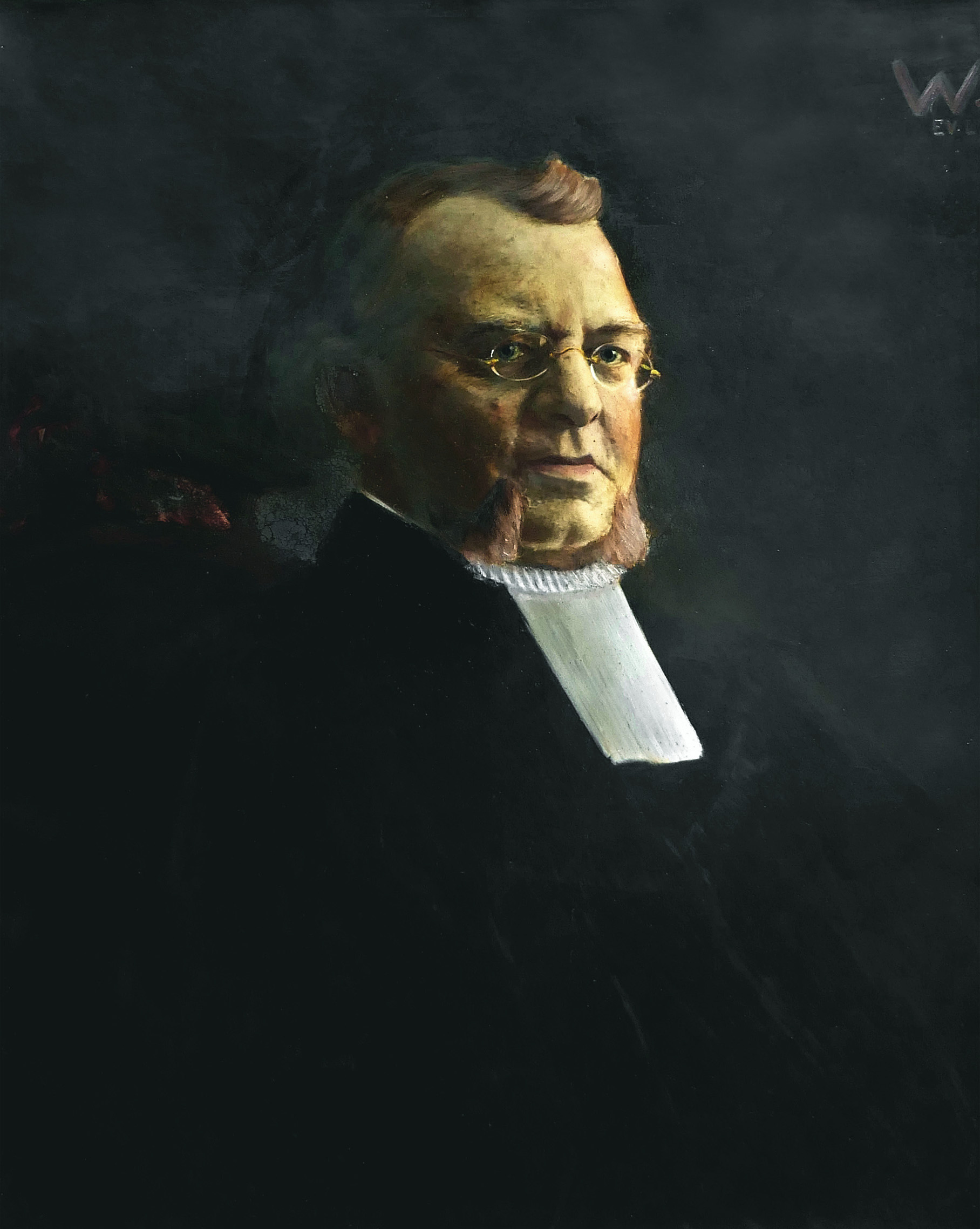
Guillaume Horning.

Jusqu’au XXe siècle, ce sont en fait trois communautés paroissiales qui coexistent dans l’église protestante. À côté des deux Horning, les autres pasteurs, d’obédience piétiste ou centriste, furent souvent des hommes remarquables, en particulier Émile Nied, ou encore Christian Hackenschmidt, théologien zélé en même temps qu’écrivain.
Plusieurs chorales paroissiales apparaissent dans le dernier tiers du XIXe siècle. À partir de 1847, deux sœurs diaconnesses sont à l’œuvre. En 1918, les paroissiens d’origine allemande et l’un des pasteurs quittent Strasbourg. Il n’y a plus que deux paroisses « personnelles », l’une plutôt piétiste ou centriste, l’autre luthérienne orthodoxe. Il y a deux bulletins paroissiaux, deux sœurs de paroisse, deux ouvroirs, deux groupes de jeunes et deux écoles du dimanche. La paroisse est elle aussi affectée par la Deuxième Guerre mondiale. Ainsi trente paroissiens périssent lors du bombardement du 25 décembre 1944.
Après la Deuxième Guerre mondiale, le nombre de paroissiens diminue. On passe peu à peu à un seul ouvroir, à un groupe de jeunes et à deux pasteurs, puis un seul pasteur aujourd’hui. Mais au cœur de la ville, portée par un noyau dynamique, la paroisse offre toujours des services appréciés tant sur le plan religieux que sur le plan culturel.

## Architecture
- La partie la plus ancienne de l'église est la petite église souterraine utilisée comme crypte tombale, reste d'une église Saint-Colomban, construite au VIIe siècle.
- Trois des quatre galeries à arcades du cloître remontent au XIe siècle[24], la quatrième au XIVe siècle[25].
- La construction principale, gothique, avec ses nombreuses chapelles et sa somptueuse voûte sur croisée d'ogives date du XIVe siècle. De cette époque également les nombreuses fresques, ainsi que le jubé qui n'a plus son pareil en Alsace[26]. Plusieurs dalles et monuments funéraires dans l'église et le cloître ainsi la cuve baptismale, et le tableau central du maître-autel datent également de la fin de l'époque gothique.
- En 1780 a été installé l'orgue de Jean André Silbermann (restauré en 1950 et 1966) dont la notoriété dépasse la région. Helmut Walcha y a enregistré un grand nombre de ses interprétations des œuvres pour orgue de Bach. De ce siècle datent également la chaire et un retable.
- En 1897-1901 l'église, en partie ruinée, fut complètement restaurée par le professeur Carl Schäfer, professeur à la Technische Hochschule de Karlsruhe. L'entrée entre autres fut alors déplacée latéralement et un nouveau portail principal fut créé, sur le modèle du portail nord de la façade de la cathédrale de Strasbourg. La statue, taille nature, de l'ange aux fonts baptismaux et les vitraux du chœur datent également de cette époque.
- En 2003-2005 : restauration des peintures murales du cloître.

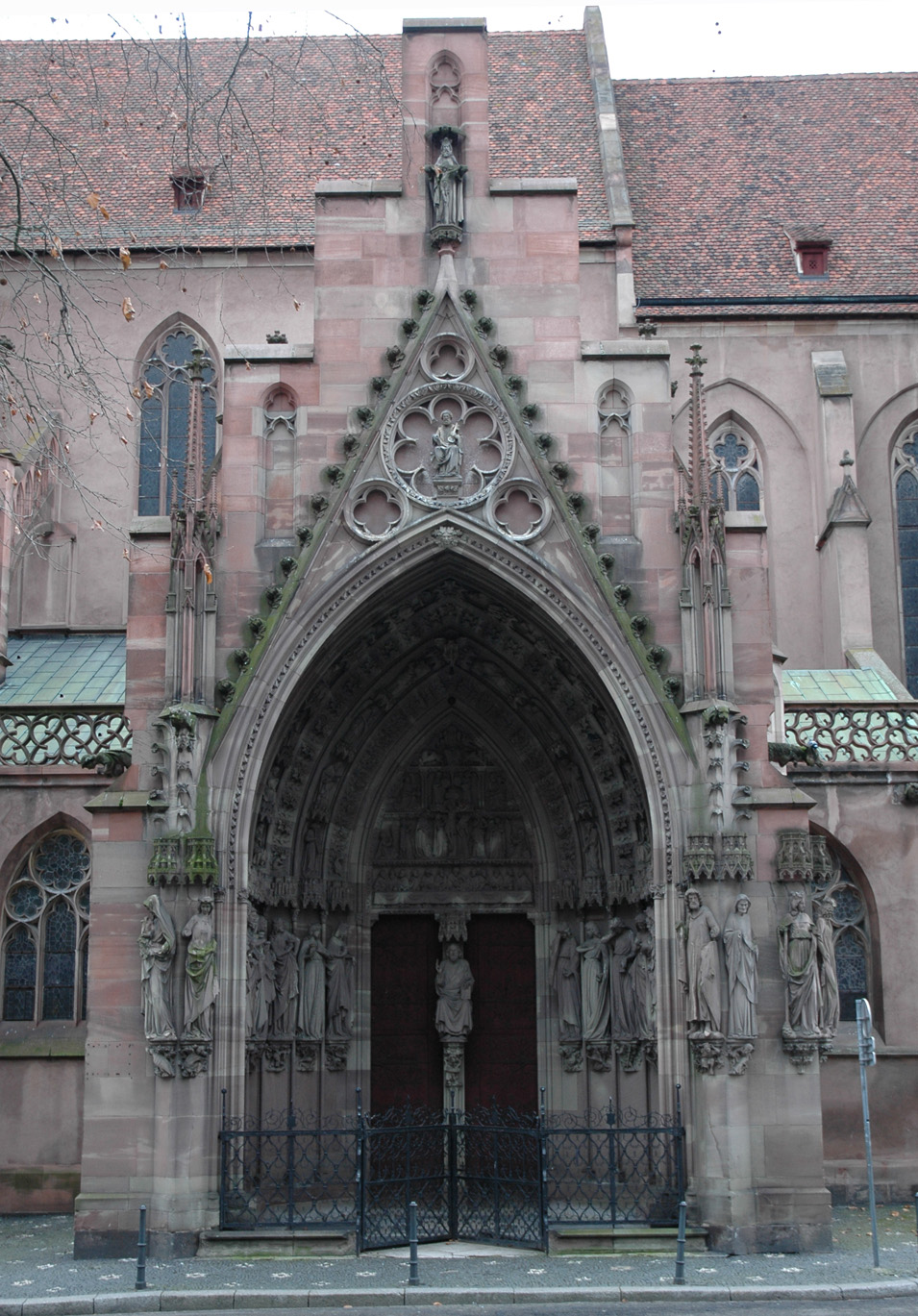
Le portail principal néo-gothique.
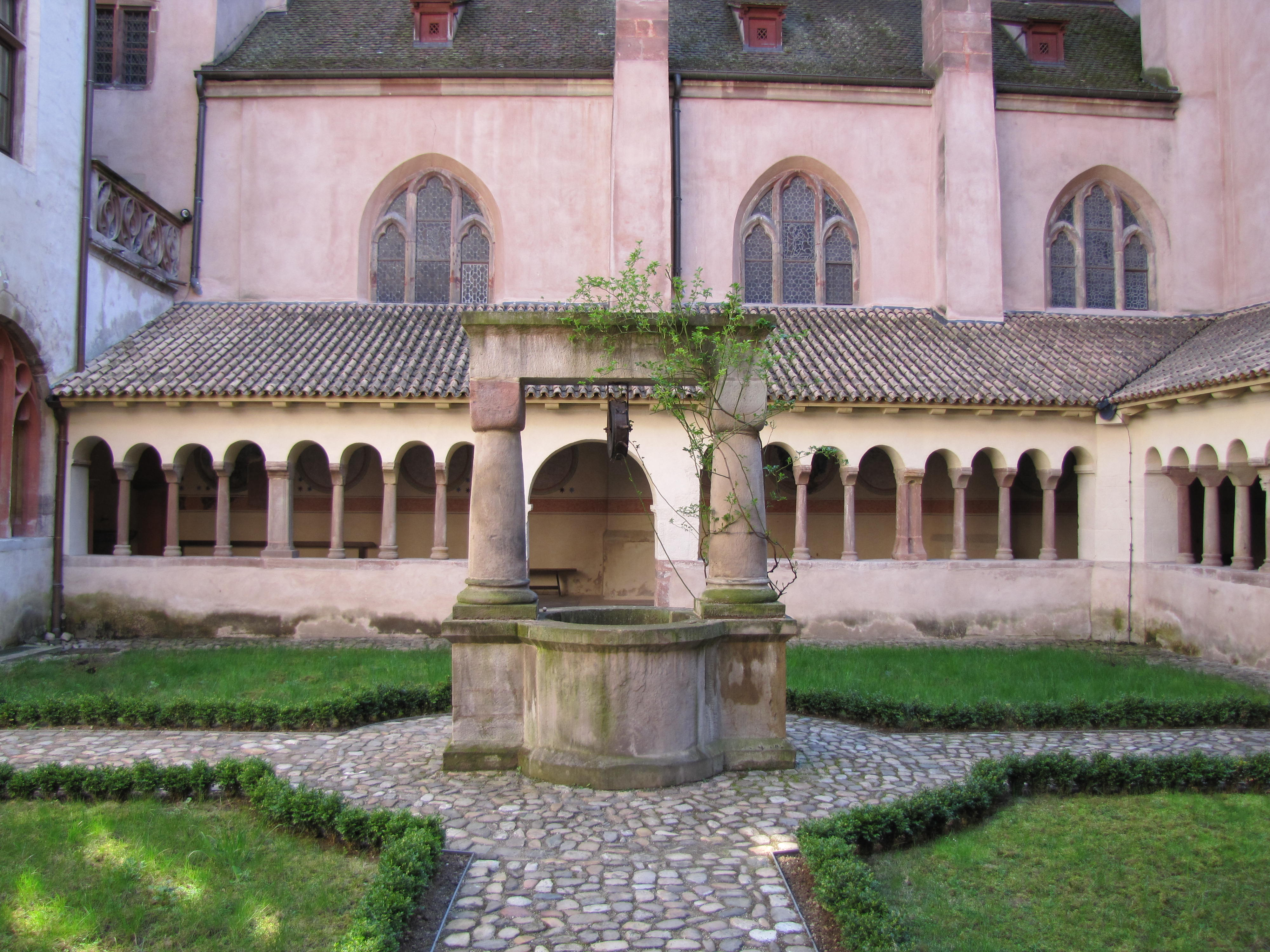
Le cloître roman.
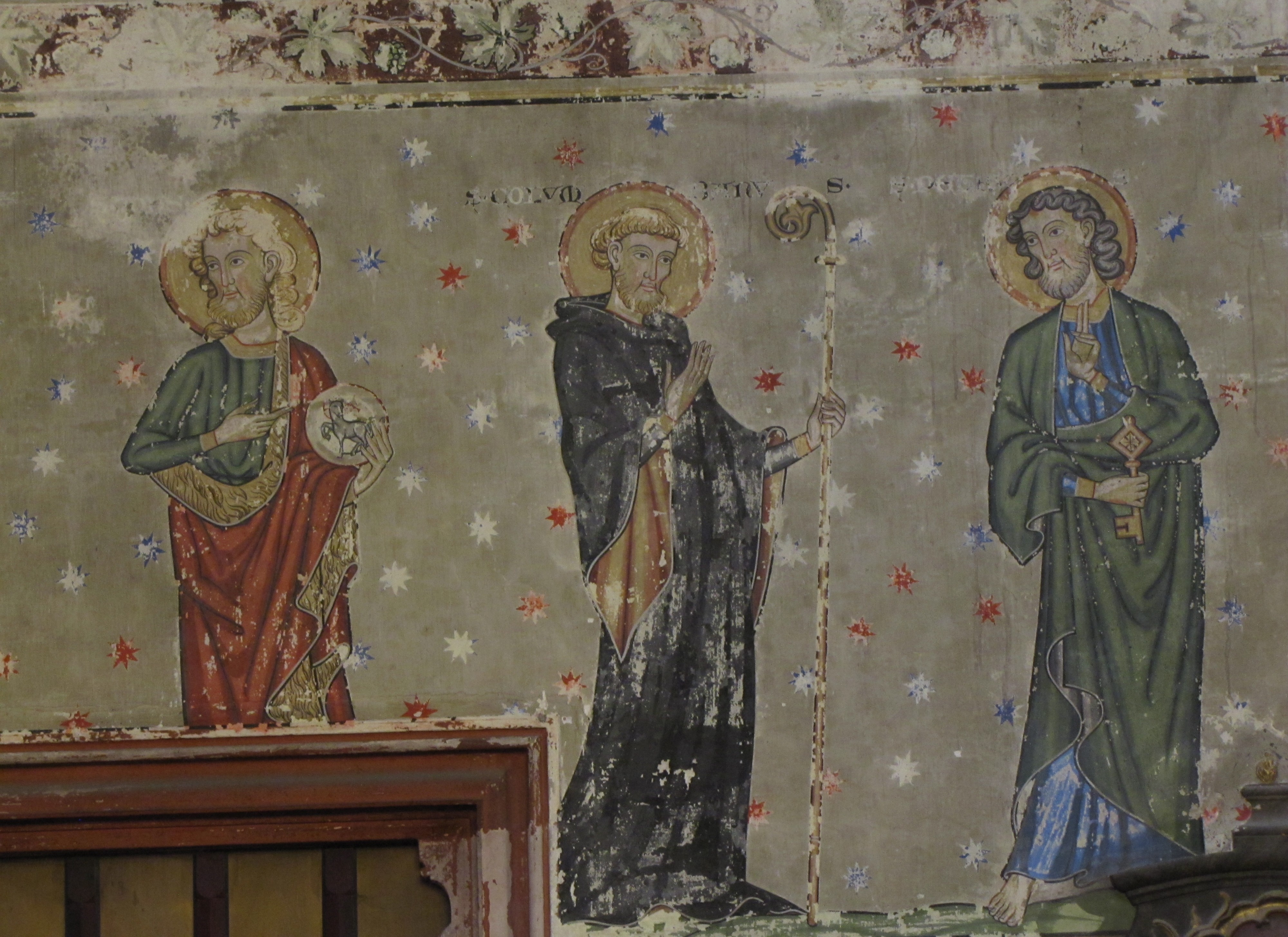
Fresques néo-gothiques de la nef : Jean Baptiste, Saint Colomban, Saint Pierre (transept nord).

### Peintures murales
Au XVIe siècle, quand l'église passe à la Réforme, toutes les peintures intérieures sont recouvertes d'une épaisse couche de badigeon, renouvelé en 1707, 1753 et 1822.
À la fin du XIXe siècle, les couches de badigeon sont éliminées et on tente de reconstituer l'ancien décor. L'architecte Carl Schäfer (1844-1908), sensibilisé à l'art du Moyen Âge par son maître Georg Umgewitter (de), grand représentant du néogothique germanique, s'inspire des enluminures du codex Manesse lorsqu'il dirige la restauration de l'église à partir de 1897.
Une nouvelle phase de travaux s'ouvre en 2014, pour une durée d'environ dix ans. Outre celles liées à l'humidité et au chauffage, l'une des difficultés majeures à prendre en compte est la superposition de la couche médiévale et de celle liée à la restauration de Carl Schäfer, qui fait elle aussi partie de l'histoire de l'édifice.
À titre d'exemples, trois fresques sont particulièrement dignes d'intérêt : la Navicella, le Cortège des Nations et la Pesée des âmes.

#### La Navicella
Nettement mieux conservée que les peintures des bas-côtés qui ont beaucoup souffert de l'humidité, cette fresque est située en hauteur, sur le mur occidental de la nef,.
Elle doit son nom à La Navicella, une mosaïque de Giotto qui se trouvait dans l'atrium de la basilique Saint-Pierre de Rome. Dans cette représentation tirée de l'évangile selon Matthieu, les apôtres à bord d'un bateau sur le lac de Tibériade aperçoivent le Christ s'approcher d'eux en marchant sur les eaux,.
Même si la peinture restaurée par Carl Schäfer est entièrement néogothique, une Navicella semble avoir existé à Strasbourg dès le début du XIVe siècle,.

La Navicella
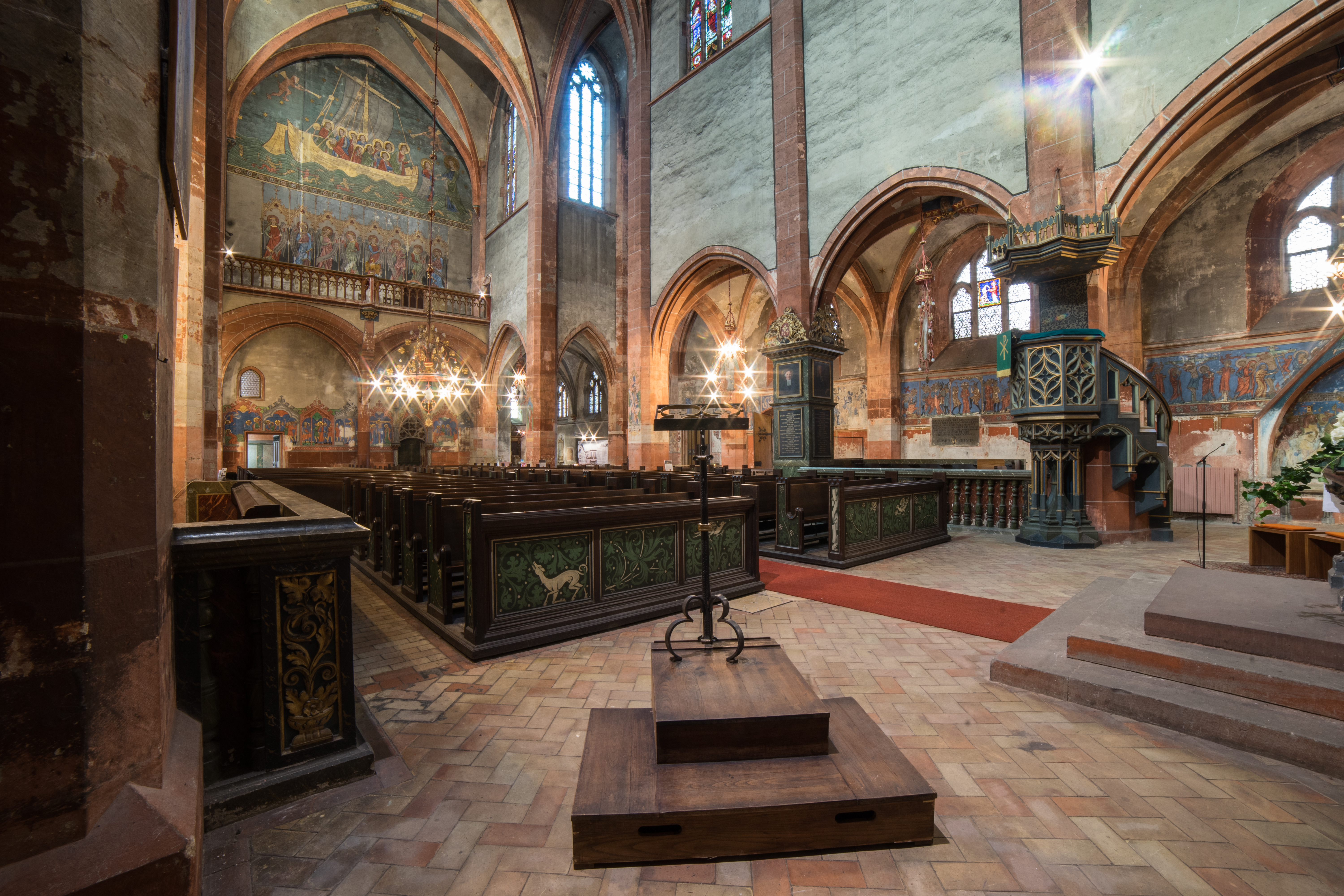
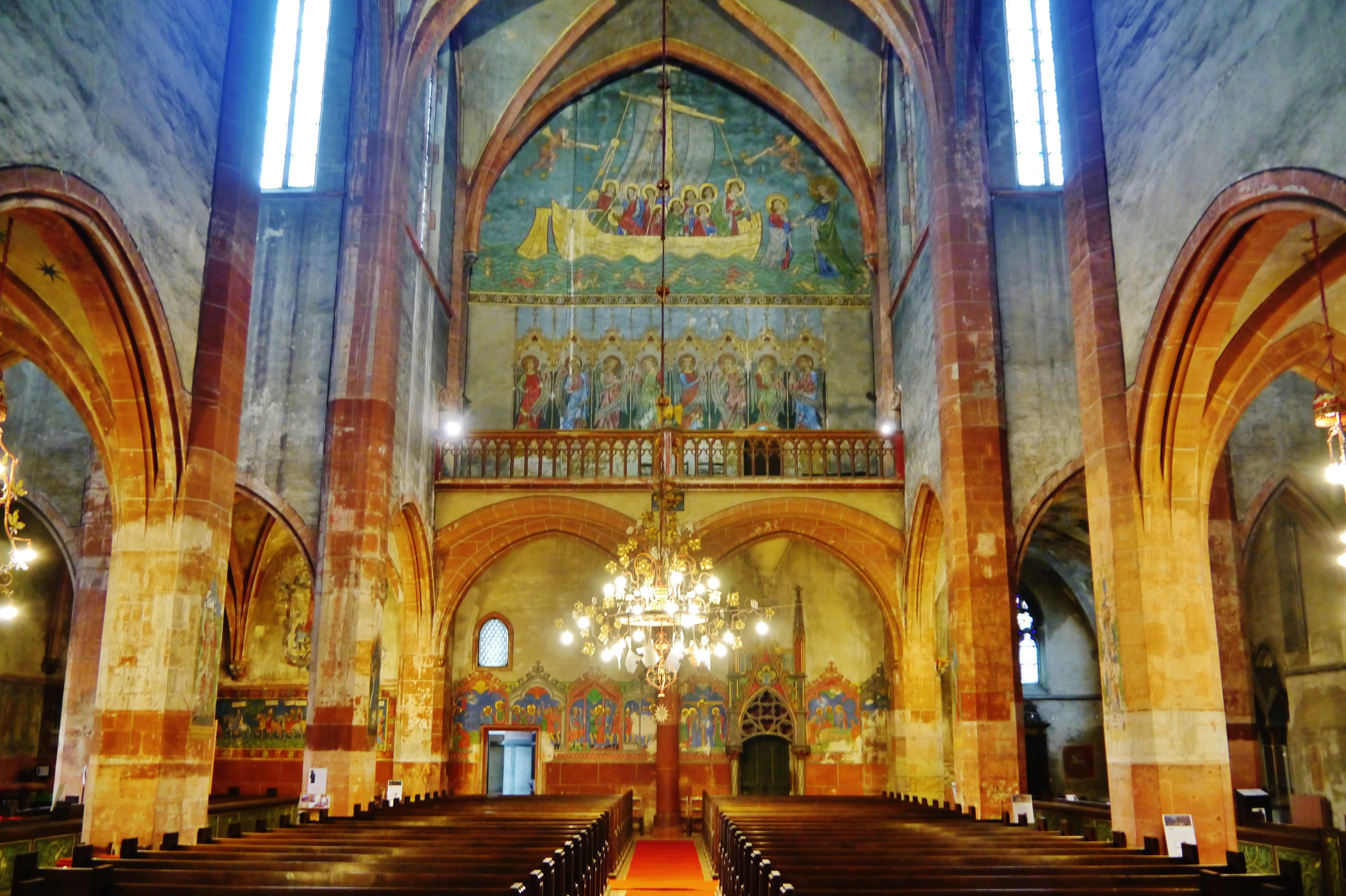
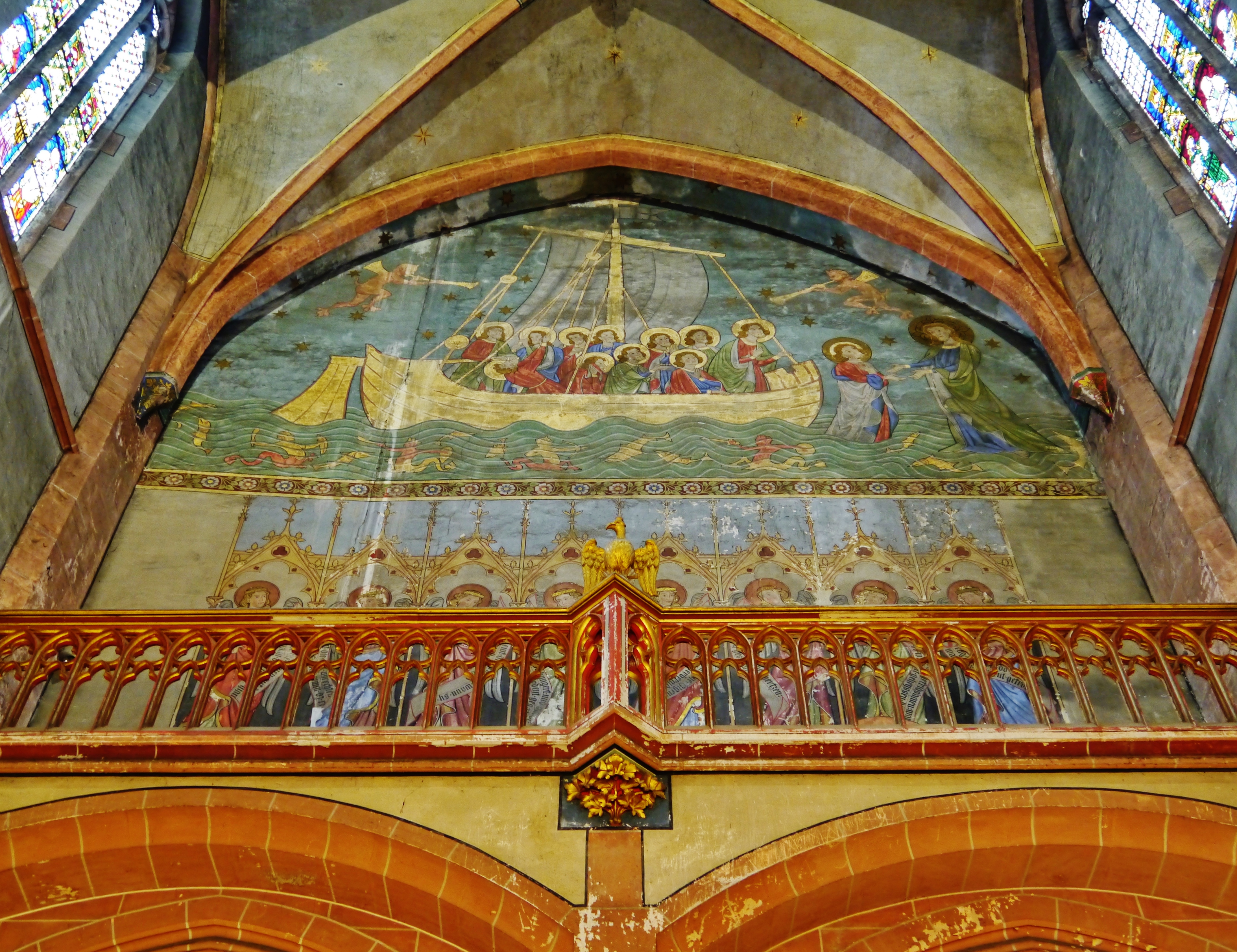
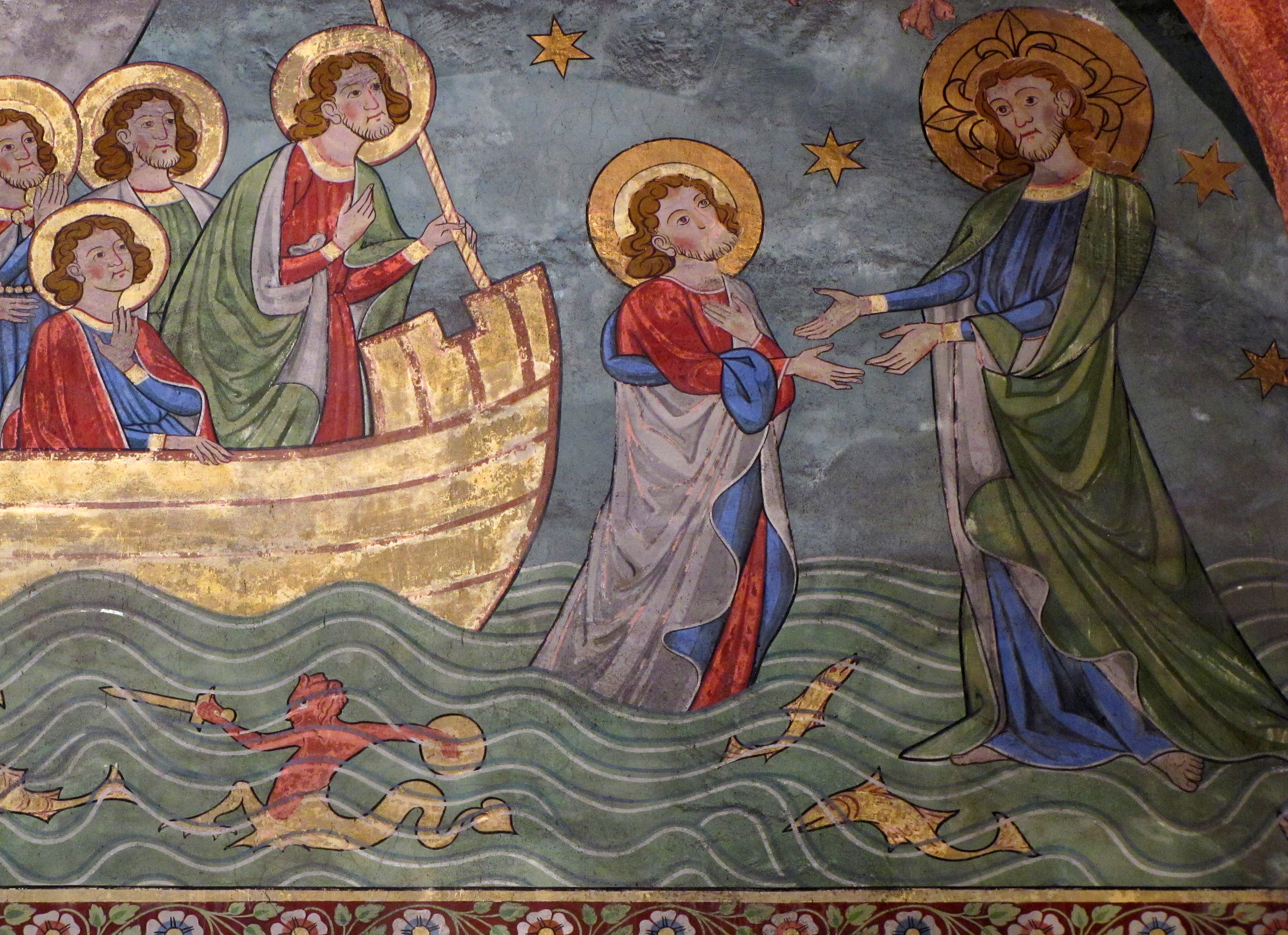
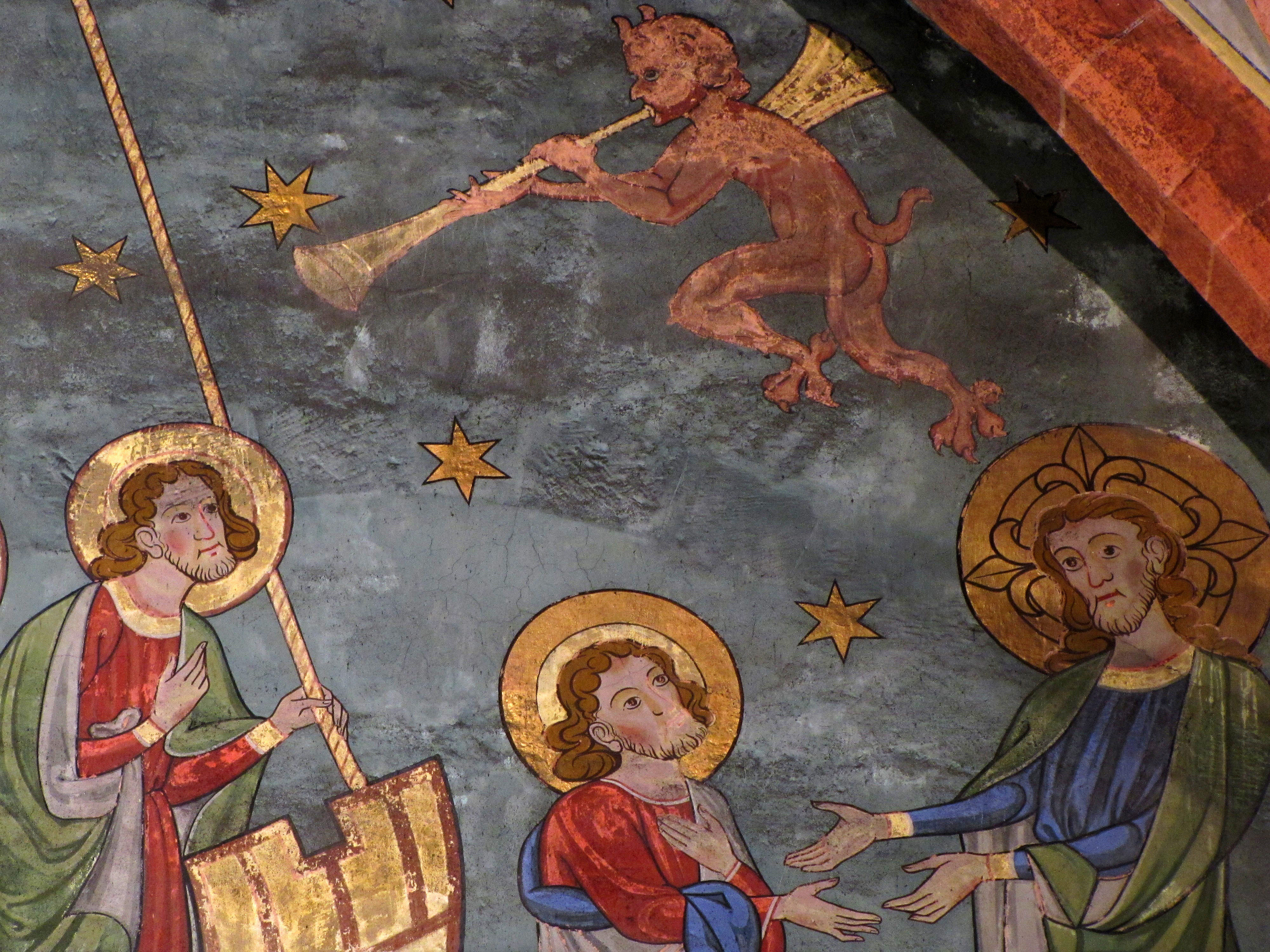

#### Le Cortège des Nations
Une autre fresque néogothique, nommée « Le Cortège des Nations », ou « La Marche des Nations vers la Croix », se trouve sur le mur de fond du bas-côté Sud.
Une bannière sur fond bleu met en scène treize cavaliers, suivis de deux personnages à pied, se dirigeant vers une colline sur laquelle est plantée une croix. Au pied de la croix figurent les mots O Crux ave, spes unica (« Salut ô croix, espoir unique »), tirés du Vexilla Regis, un hymne — toujours chanté — composé au VIe siècle pour une procession destinée à accueillir les reliques de la Croix, que l'empereur Justin II offrait à la reine Radegonde de Poitiers.
Parmi les nations, c'est GERMANIA qui ouvre la marche. À noter que dans un dessin préparatoire, l'artiste avait placé GALLIA juste derrière GERMANIA. Il l'avait ensuite barrée et remplacée par ITALIA, rétrogradant alors GALLIA au rang suivant. L'interprétation de sa démarche doit se faire dans le contexte de la montée des nationalismes à la fin du XIXe siècle.
Derrière GERMANIA, ITALIA et GALLIA se succèdent ANGLIA (Angleterre), HIBERNIA (Irlande), FRISIA (Hollande), SCOTHIA (Écosse), SCLAVONIA (Sclavonie, c'est-à-dire Croatie et Slovénie actuelles), ARRAGONIA (Aragon), SICILIA (Sicile), CASTILIA (Castille), HUNGARIA (Hongrie), POLONIA (Pologne), ORIENS (l'Orient) et LITAVIA (Lituanie).

Le Cortège des Nations
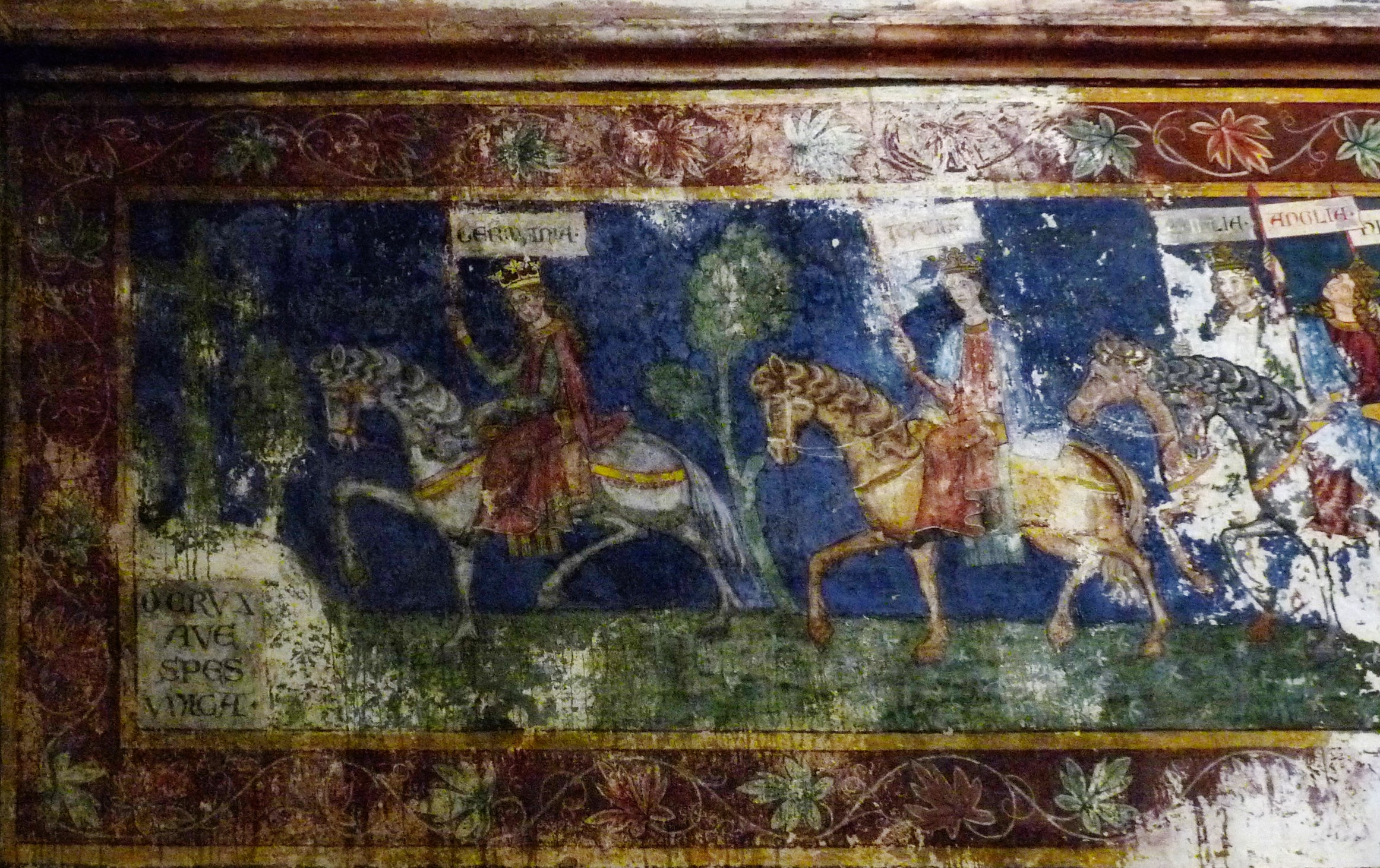
Devant la croix : GERMANIA en tête du cortège, suivie par ITALIA.
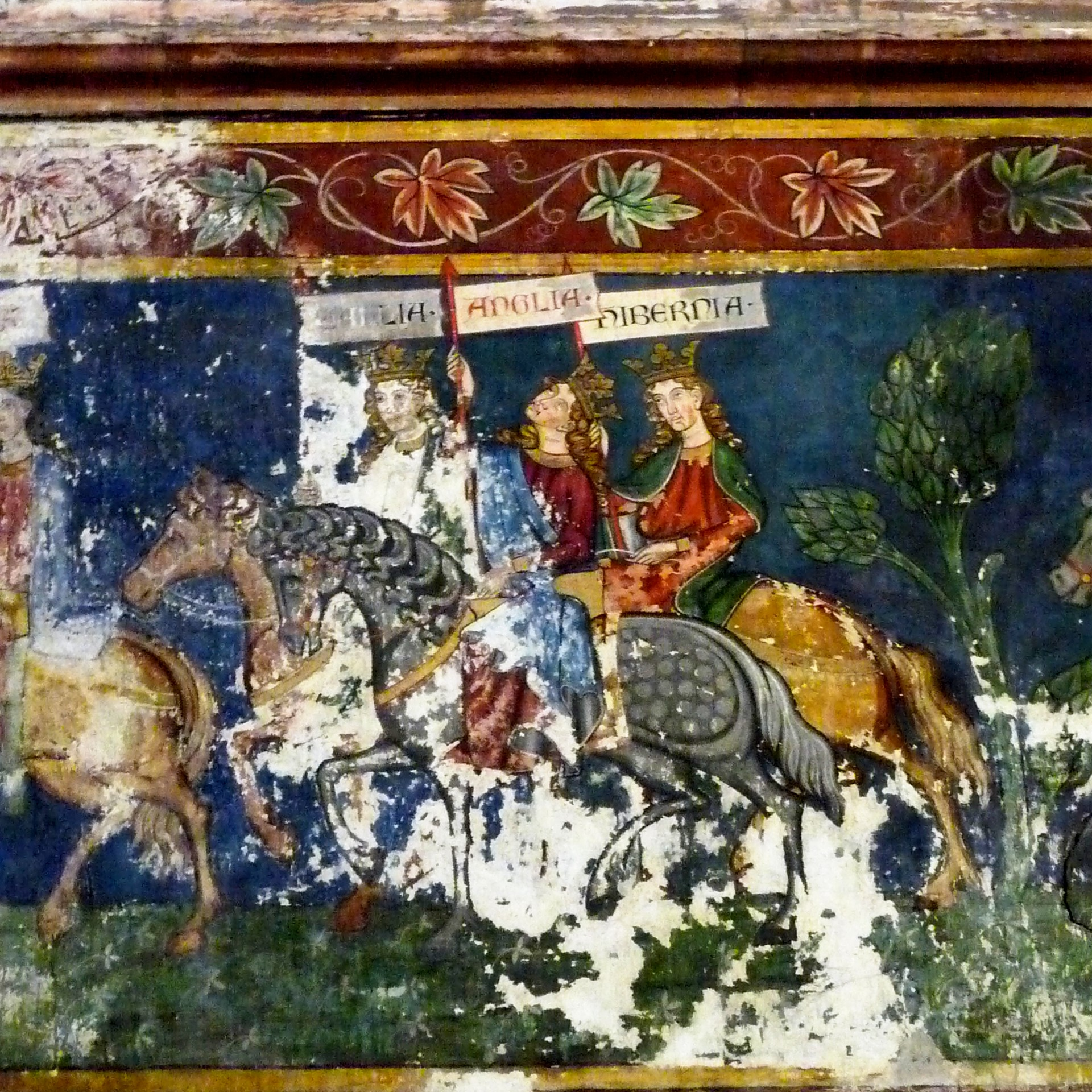
GALLIA, ANGLIA et HIBERNIA.
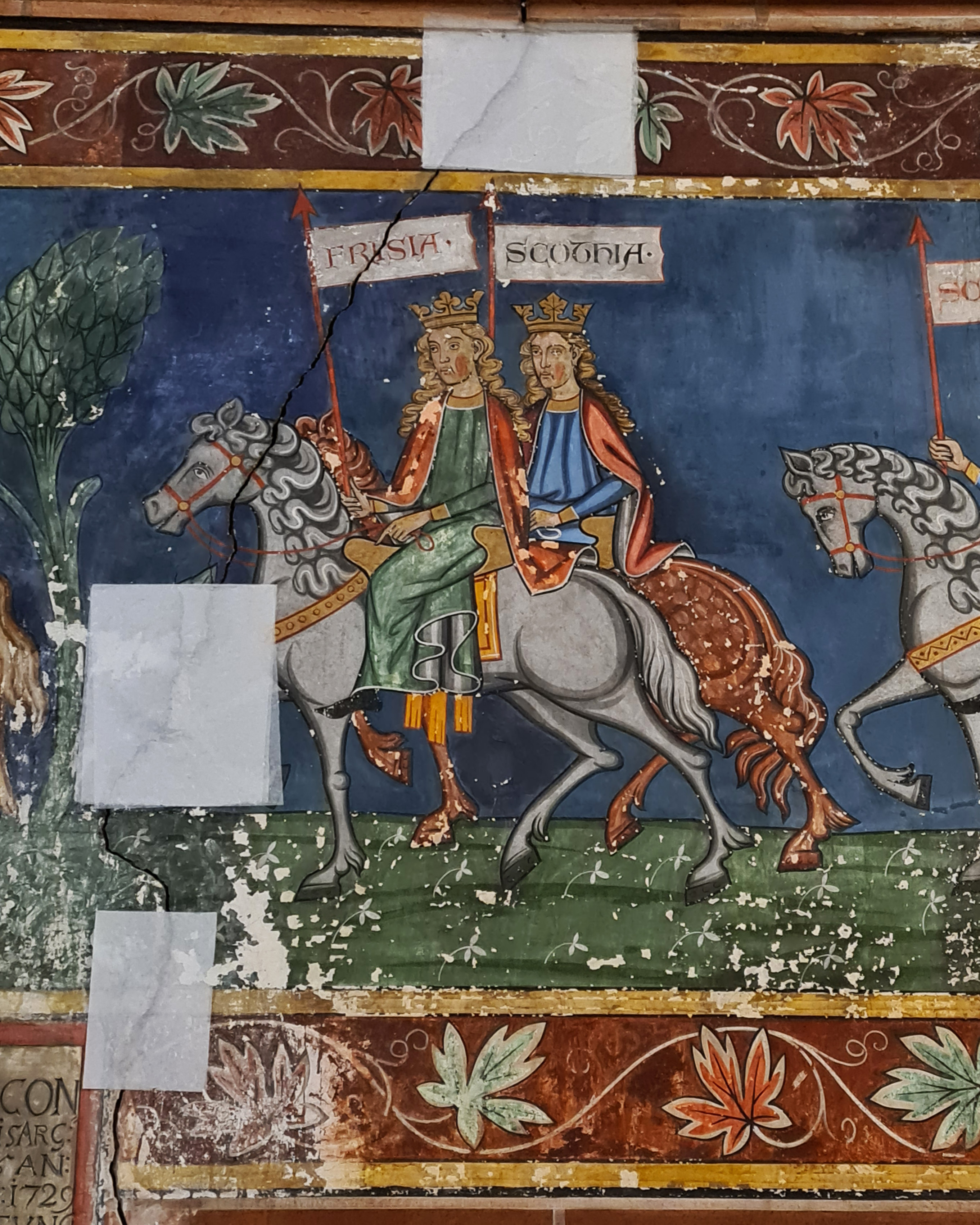
FRISIA et SCOTHIA.
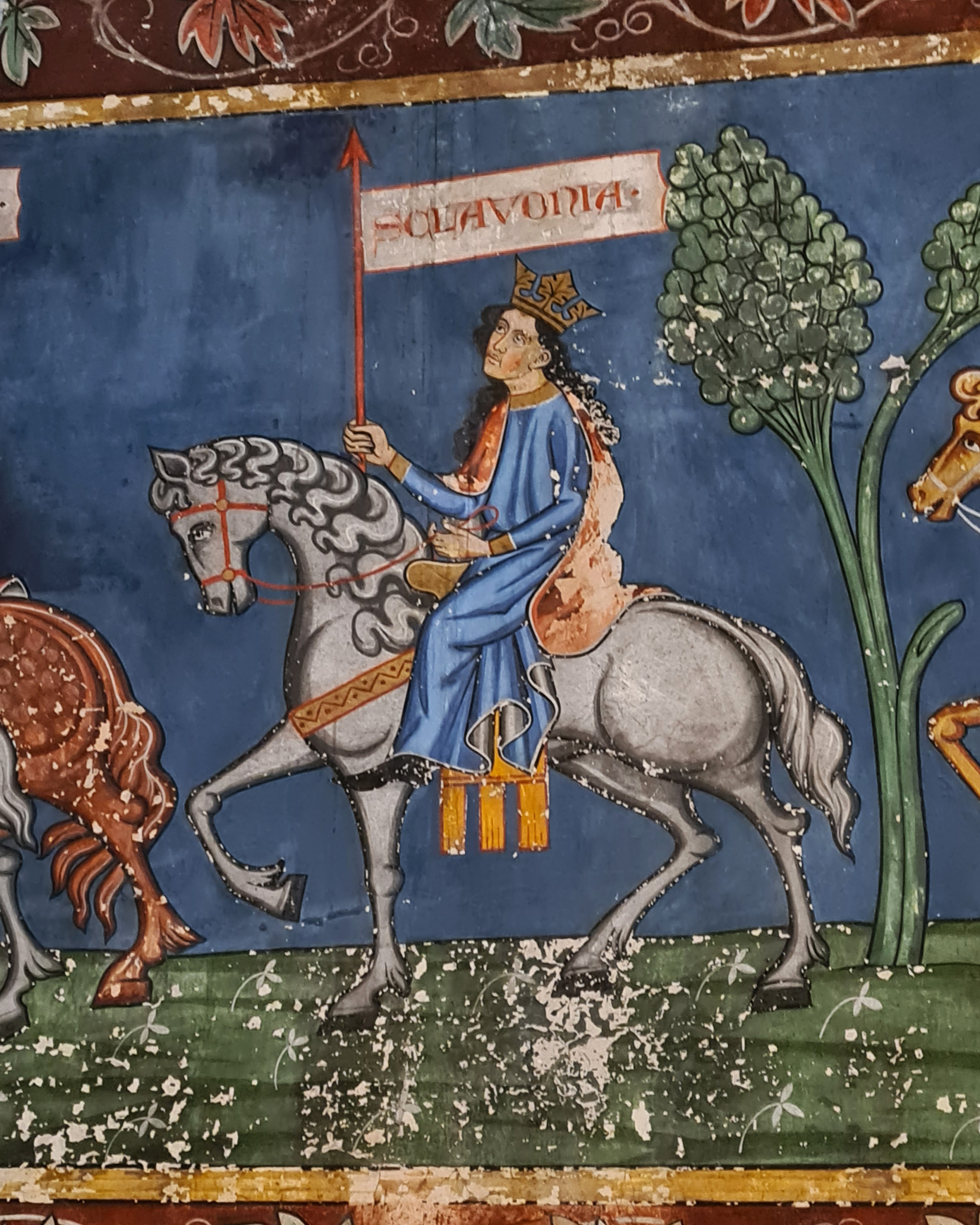
SCLAVONIA.
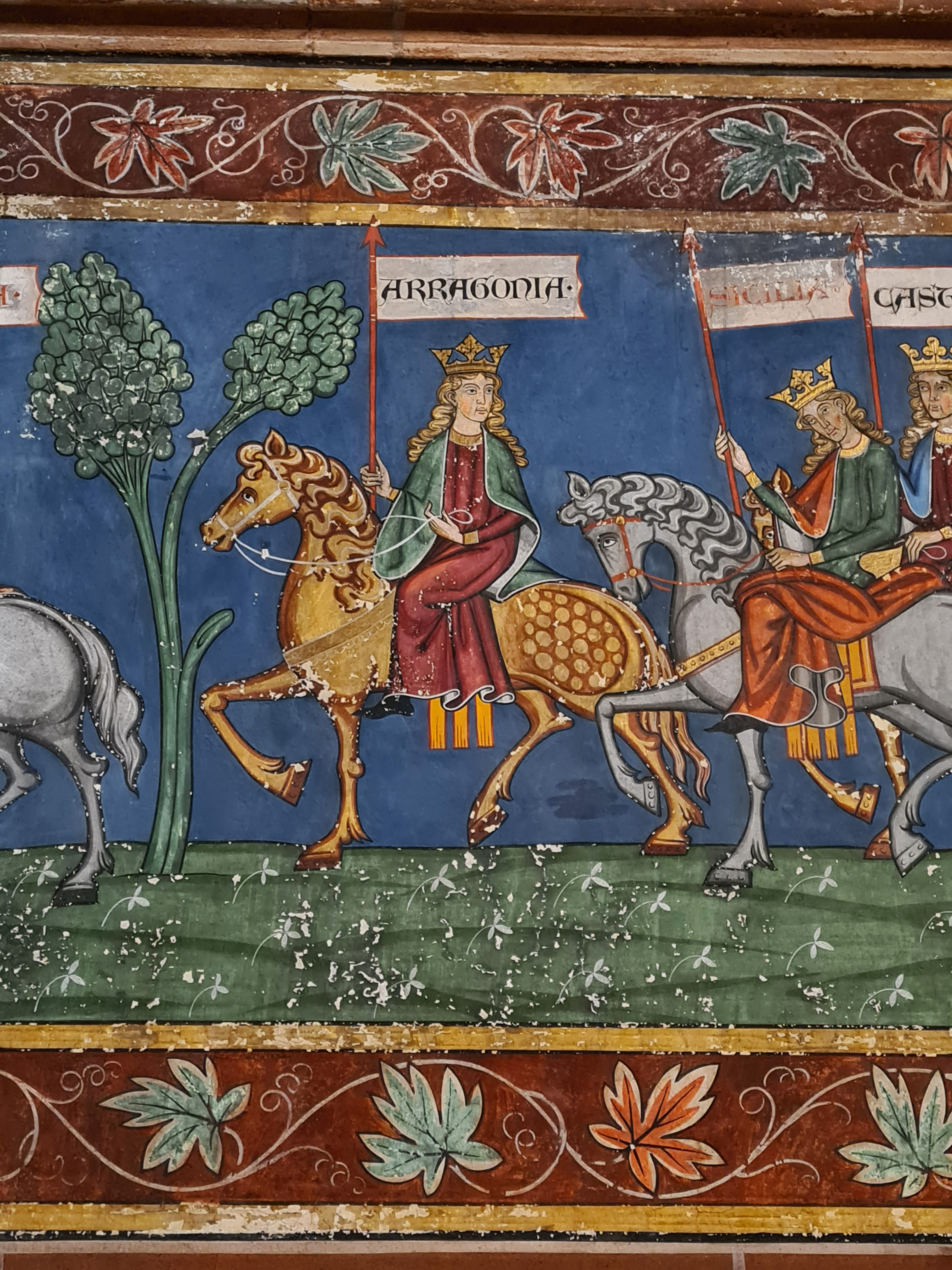
ARRAGONIA.
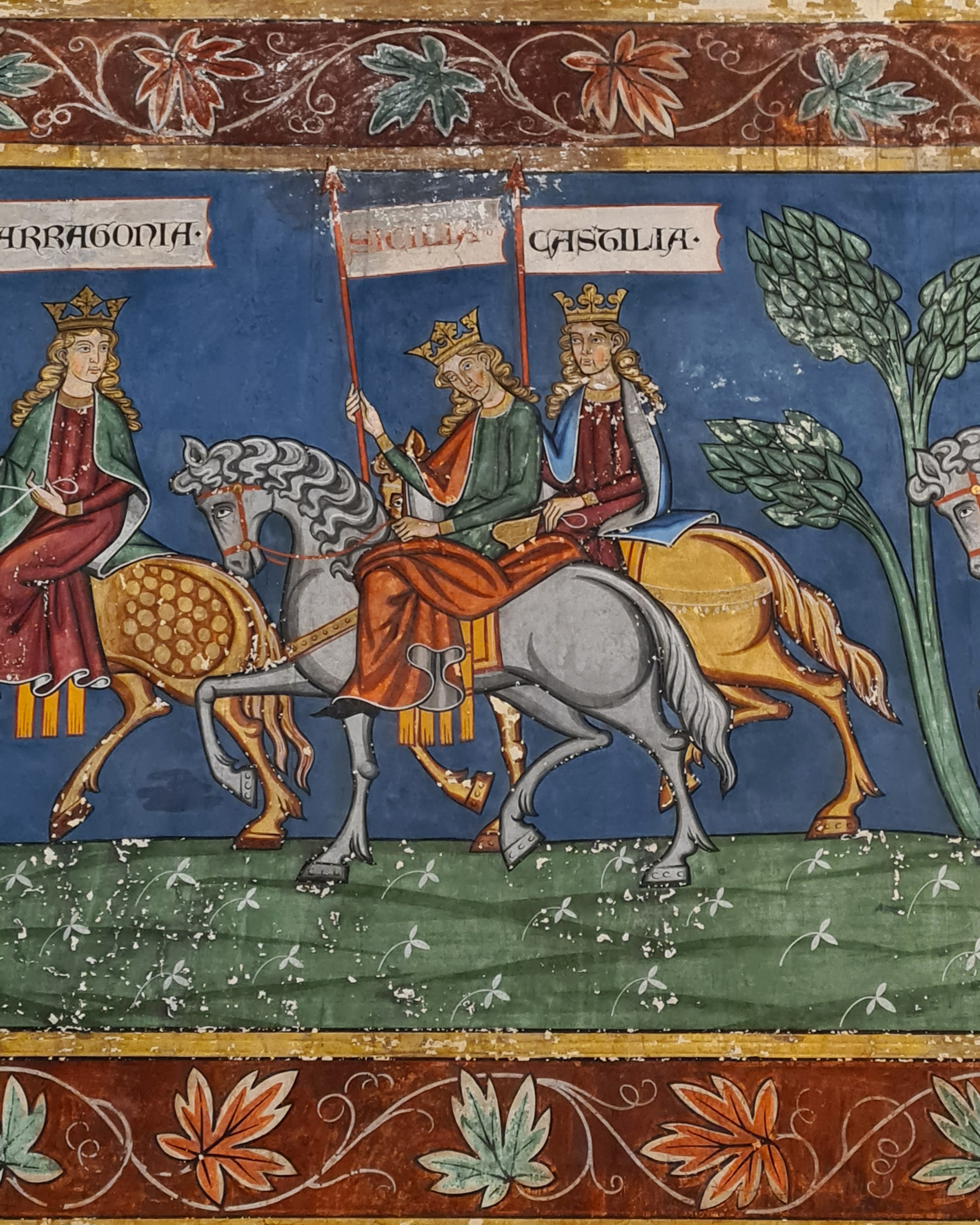
SICILIA et CASTILIA.
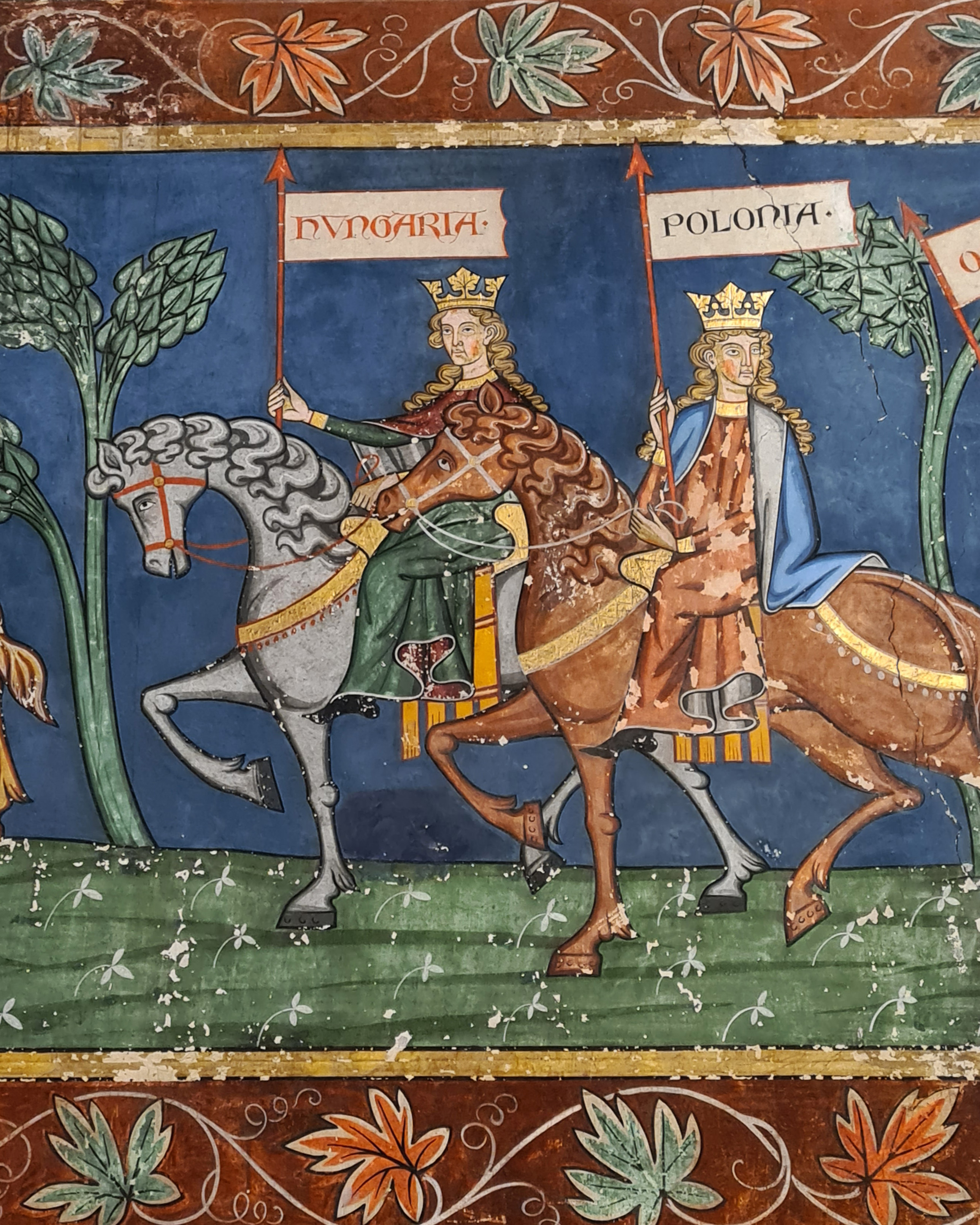
HUNGARIA et POLONIA.
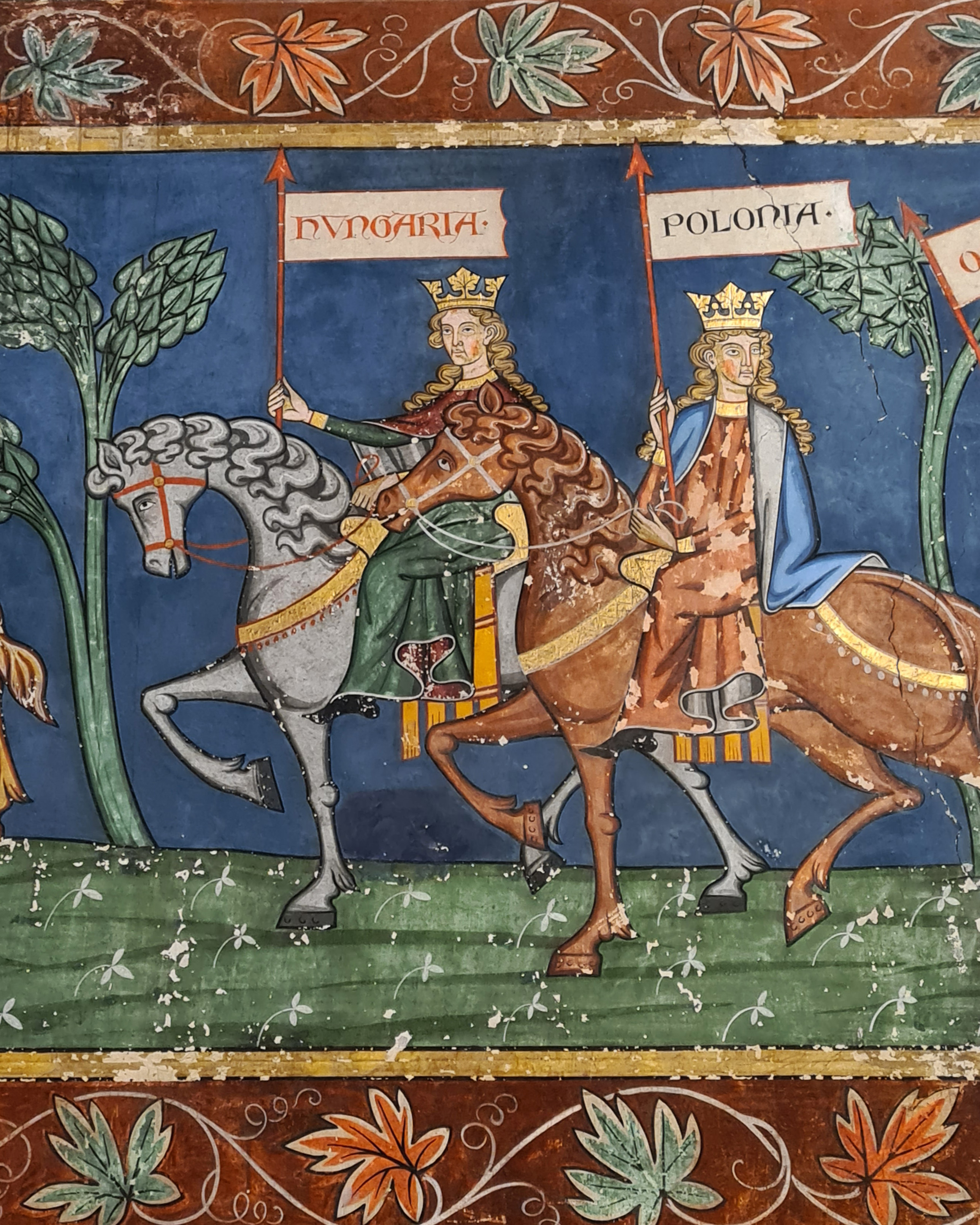
POLONIA, ORIENS et LITAVIA.

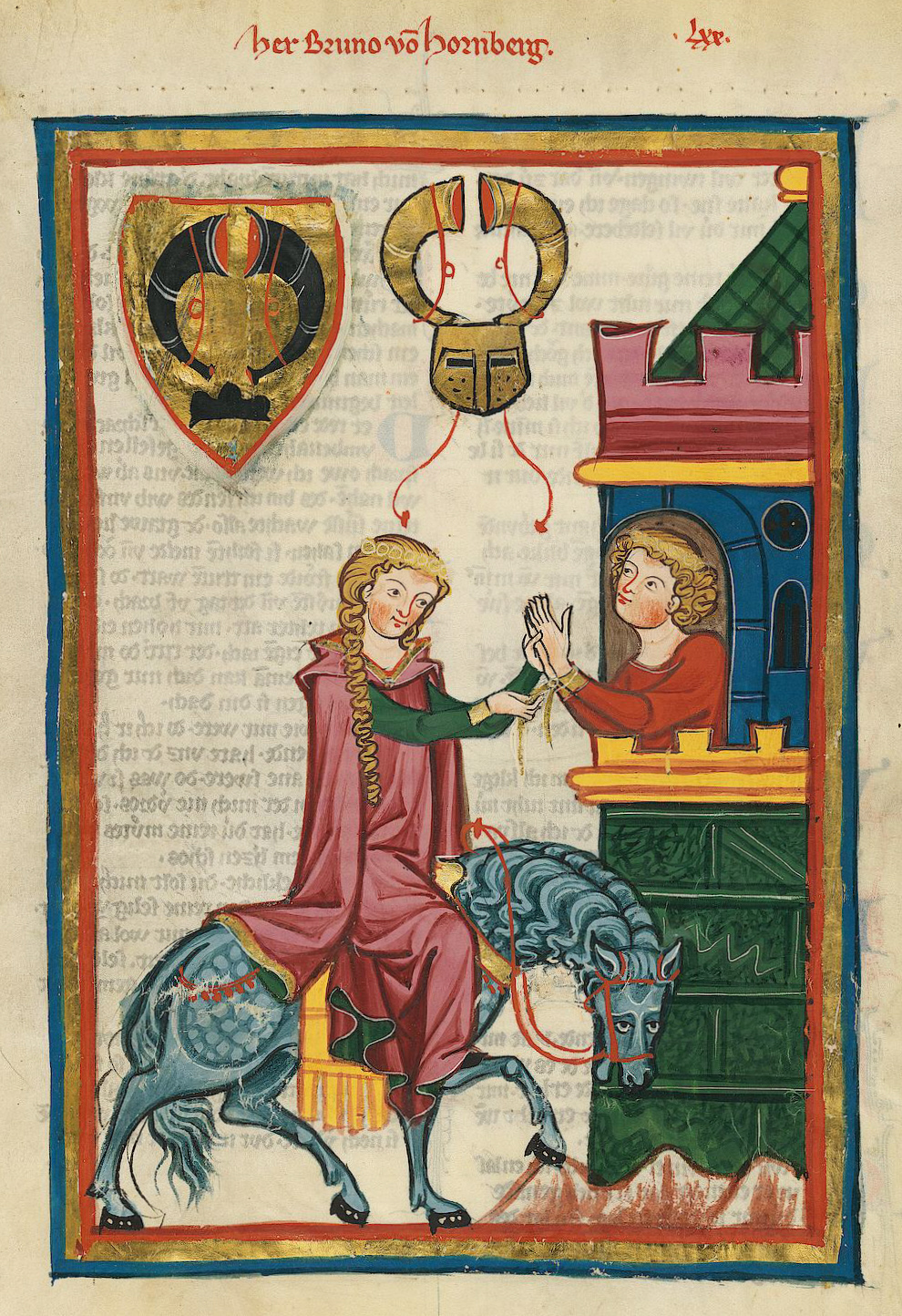
Crinière de cheval dans le codex Manesse, source d'inspiration.

Alors que la partie centrale de la fresque, percée par une porte, était manquante, Carl Schäfer reconstitue une œuvre totalement fictive (les Nations étaient rarement représentées dans la peinture médiévale) en s'inspirant de l'iconographie du codex Manesse : cavalier portant une bannière, chevelure ondoyante des femmes, crinière particulière des chevaux, tapis de selle à franges, jusqu'aux petites fleurs blanches parsemant l'herbe verte.

#### La Pesée des âmes

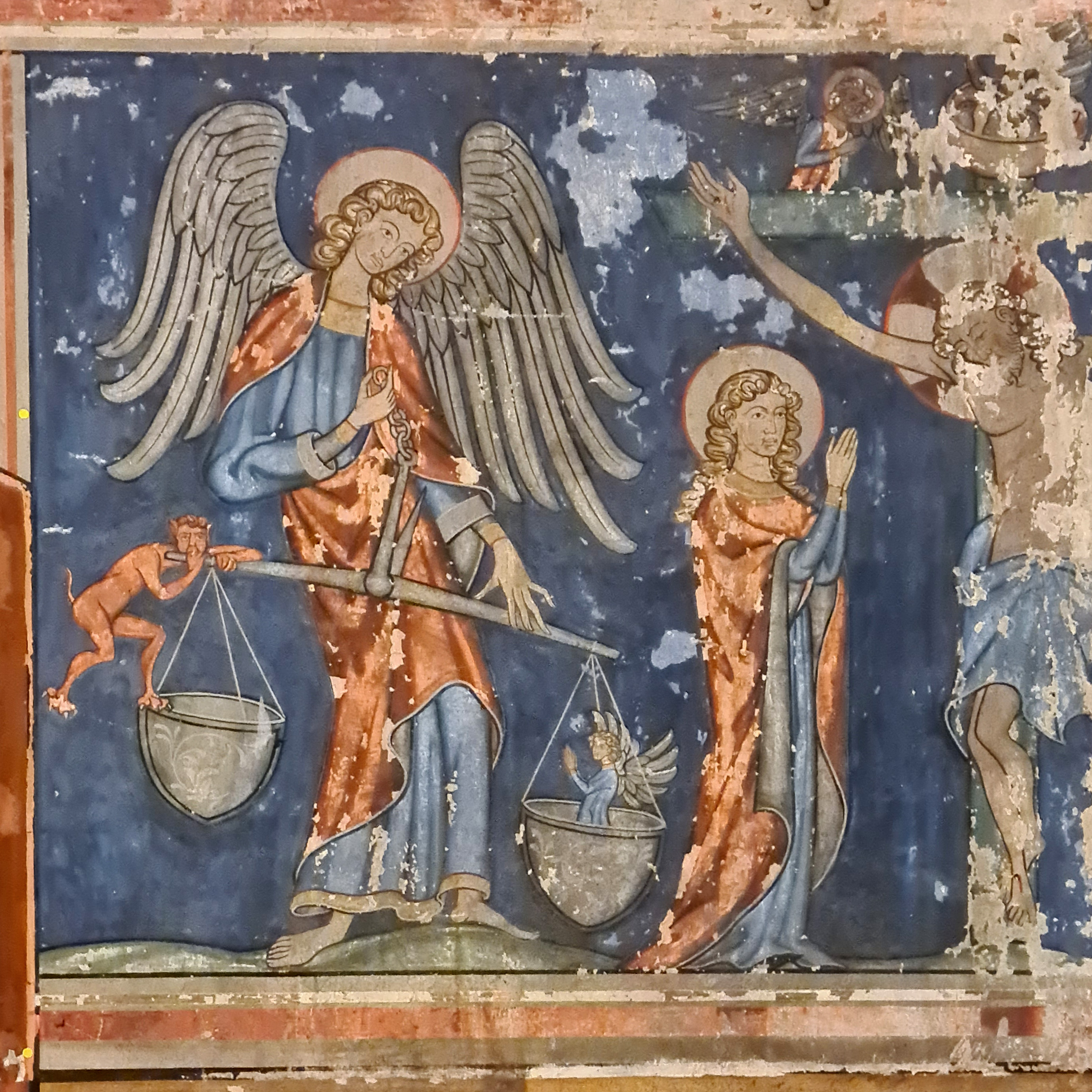
La Pesée des âmes.

Cette fresque se trouve dans le bas-côté nord de la nef, à droite de la porte du cloître.
Elle illustre le motif de la balance et de la pesée des bonnes ou mauvaises actions au moment du Jugement Dernier tels qu'ils sont représentés dans l'Occident médiéval. On voit ici le Diable appuyant de toutes ses forces sur l'un des plateaux afin d'emporter l'âme en Enfer et l'Ange tentant de contrecarrer ses efforts.

## Orgue
L’histoire des orgues de St. Pierre-le-Jeune est particulièrement riche, notamment du fait de la cohabitation de deux communautés religieuses pendant deux siècles. Plusieurs instruments se sont succédé aussi bien dans la nef que dans le chœur.

### Les orgues de la nef
Les orgues de la nef furent tour à tour placés en nid d’hirondelle, puis sur une tribune au fond de la nef et enfin sur le jubé.
La première mention d’un orgue à Saint-Pierre-le-Jeune remonte à 1404. Cet instrument était placé en nid d’hirondelle au mur de la troisième travée de la nef, côté Nord.
Lorsque la Réforme est introduite à Saint-Pierre-le-Jeune en 1524, la nef est attribuée aux protestants. Cependant le Chapitre reste catholique, à la suite d'une convention entre le Magistrat et le Chapitre, car celui-ci avait – entre autres – la charge de l’entretien des orgues.
En 1591 le Magistrat demande au Chapitre de remettre l’orgue en état, car il avait souffert pendant la Guerre des paysans. Le travail est confié à Hans Klein, de Donauwoerth. En 1608, une importante réparation est entreprise par Dietrich Wagner, qui refait les sommiers et les soufflets ainsi qu’une partie de la tuyauterie. En 1642, Hans Jacob Baldner (1606-1683), le plus important facteur d’orgues à Strasbourg au XVIIe siècle, reconstruit l’instrument ; pour la première fois, nous connaissons la composition exacte de cet orgue, qui avait un clavier manuel et un pédalier, et comportait quinze registres.
En 1719, après un refus du Chapitre de subvenir à l’entretien de l’orgue, la paroisse protestante loue un positif auprès d’André Silbermann. En 1725 l’instrument est repris par André Silbermann et placé à Rosheim. En 1760 Jean André Silbermann le transfère à Grendelbruch. Depuis, sa trace a disparu. En 1725, à l’issue d’un procès devant le Conseil souverain d'Alsace à Colmar, Joseph Waltrin construit un nouvel orgue en 1725, toujours aux frais du Chapitre. Ce nouvel instrument comporte un clavier et un pédalier, avec 15 jeux. L’expertise du nouvel instrument donne lieu à un litige entre catholiques et protestants, ces derniers estimant que l’orgue était trop faible pour l’accompagnement du chant d’assemblée.
En 1771 l’orgue est transformé par Johann Peter Toussaint (1712-1777), de Westhoffen. Il est descendu du nid d’hirondelle et placé sur une tribune en bois érigée dans la dernière travée de la nef, contre le mur occidental. Cet instrument ne reste en place que jusqu'en 1779. Pour faire place à l’orgue de Jean André Silbermann, il est démonté par Toussaint et transféré dans le chœur du Temple-Neuf. De là il aboutit en 1805 à l’église mixte de Vendenheim, où il sert d’orgue « protestant » jusqu'en 1895.
L’orgue actuel est commandé à Jean André Silbermann (1712-1783) le 31 juillet 1779, par le Chapitre. Il est installé, toujours sur la tribune en bois au fond de la nef, en 1780. C'est l'un de ses derniers instruments. Il comportait un clavier et pédalier, avec 16 jeux. En 1820, Johann Conrad Sauer (1775-1828), de Strasbourg, fils du contremaître de Silbermann et successeur de l’entreprise, ajoute le Positif de dos, toujours en place. En 1850, 1852 et 1859, des nettoyages et des réparations sont effectués par Martin Wetzel (1794-1887), de Strasbourg, successeur de Sauer. Dans le buffet se trouve l’inscription « Vive la République démocratique et sociale 1852 », qui témoigne des agitations politiques de l’époque de Napoléon III. En 1859 les frères Charles et Emile Wetzel, fils de Martin Wetzel, effectuent un nouveau nettoyage.

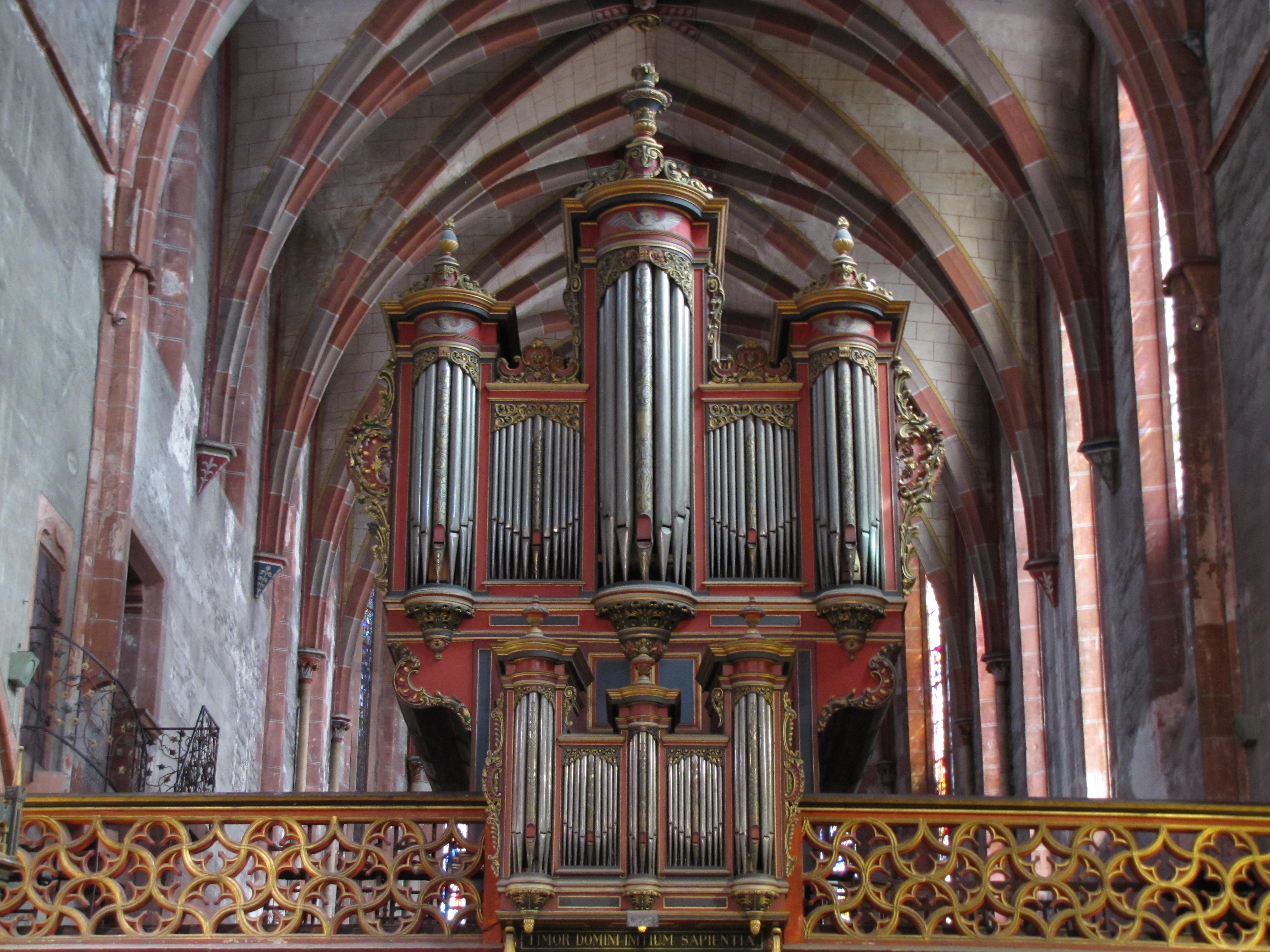
Orgue de Silbermann (1780), côté nef.
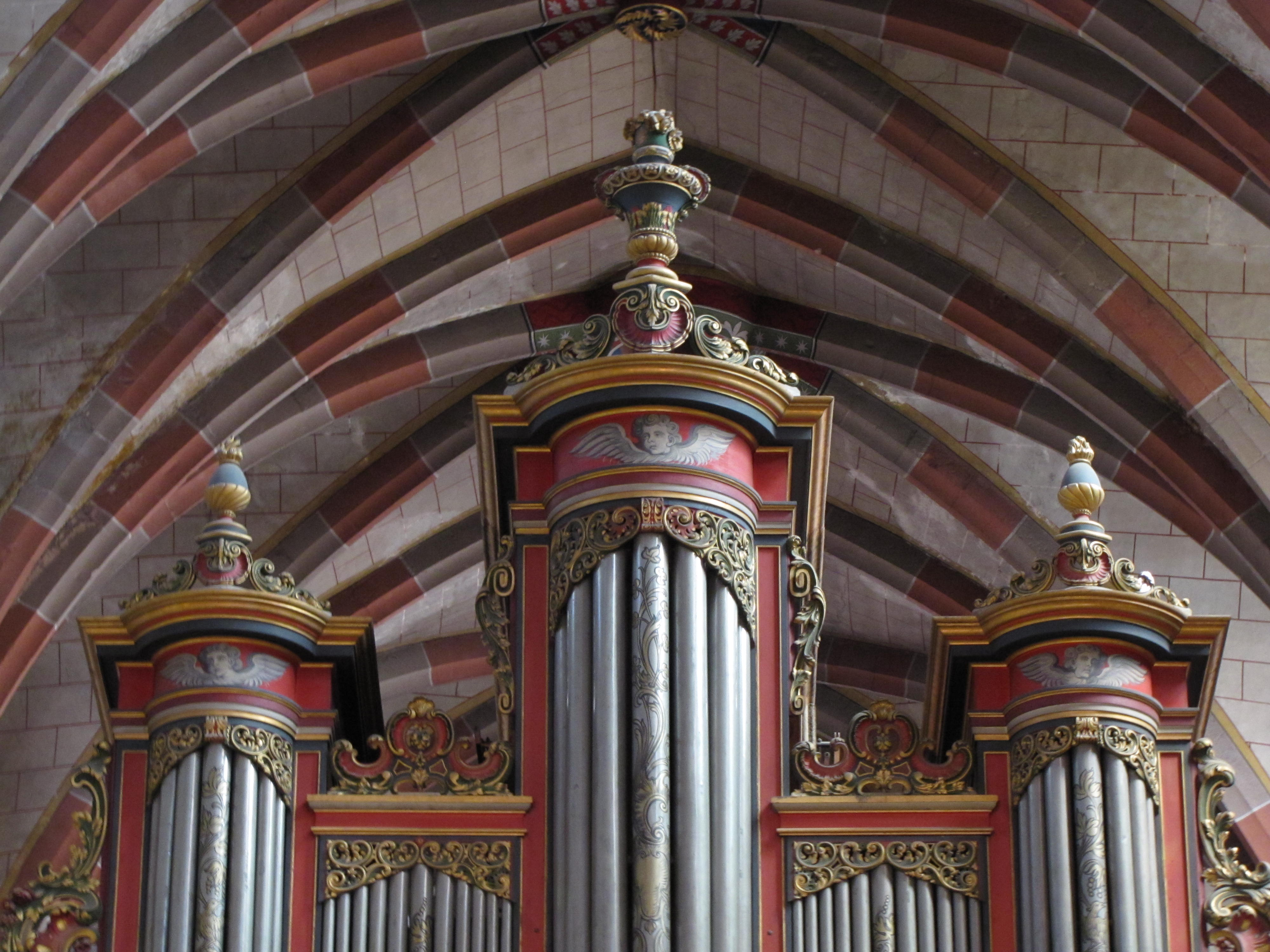
Détail.
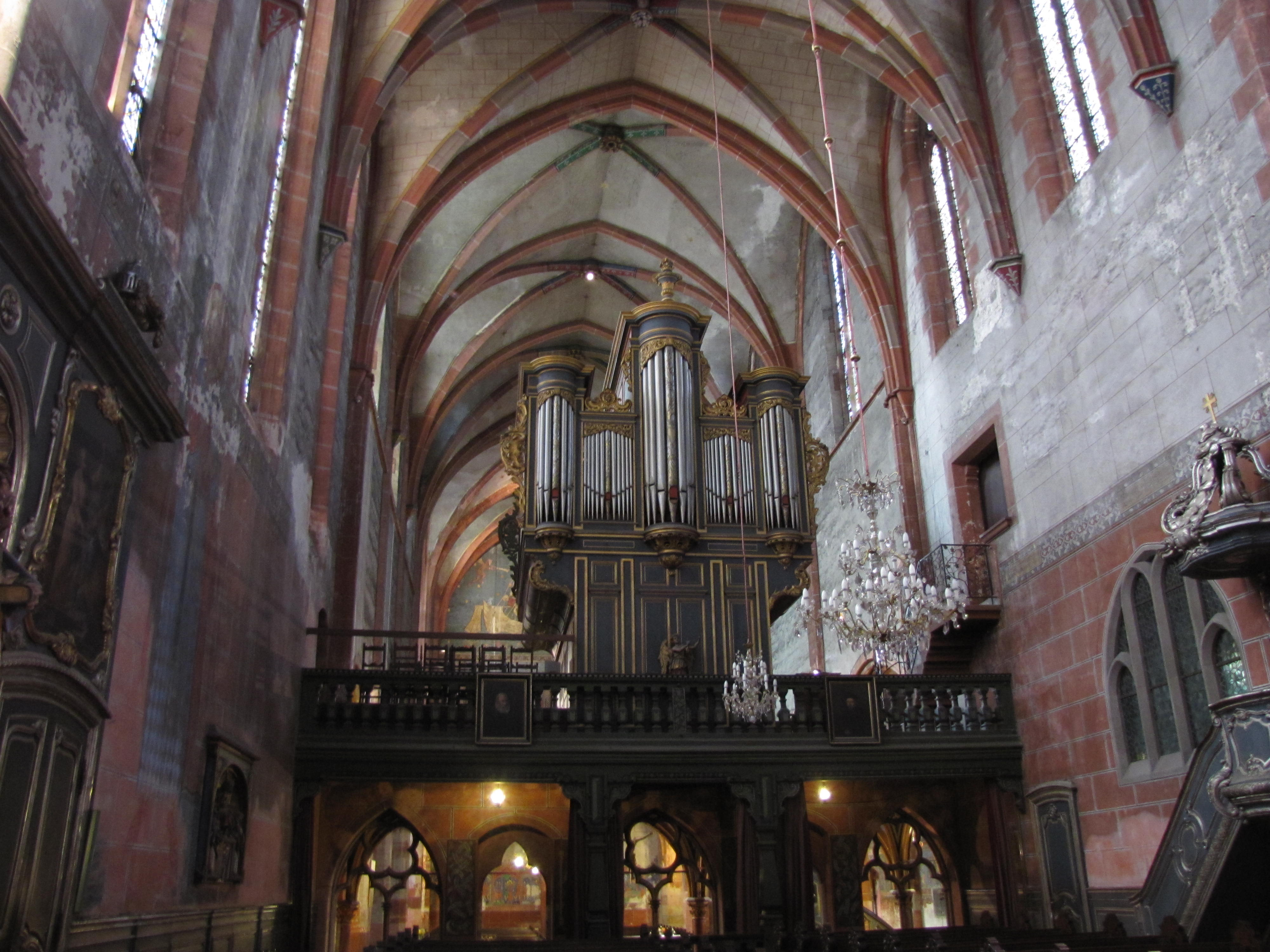
Orgue de Silbermann, côté chœur.
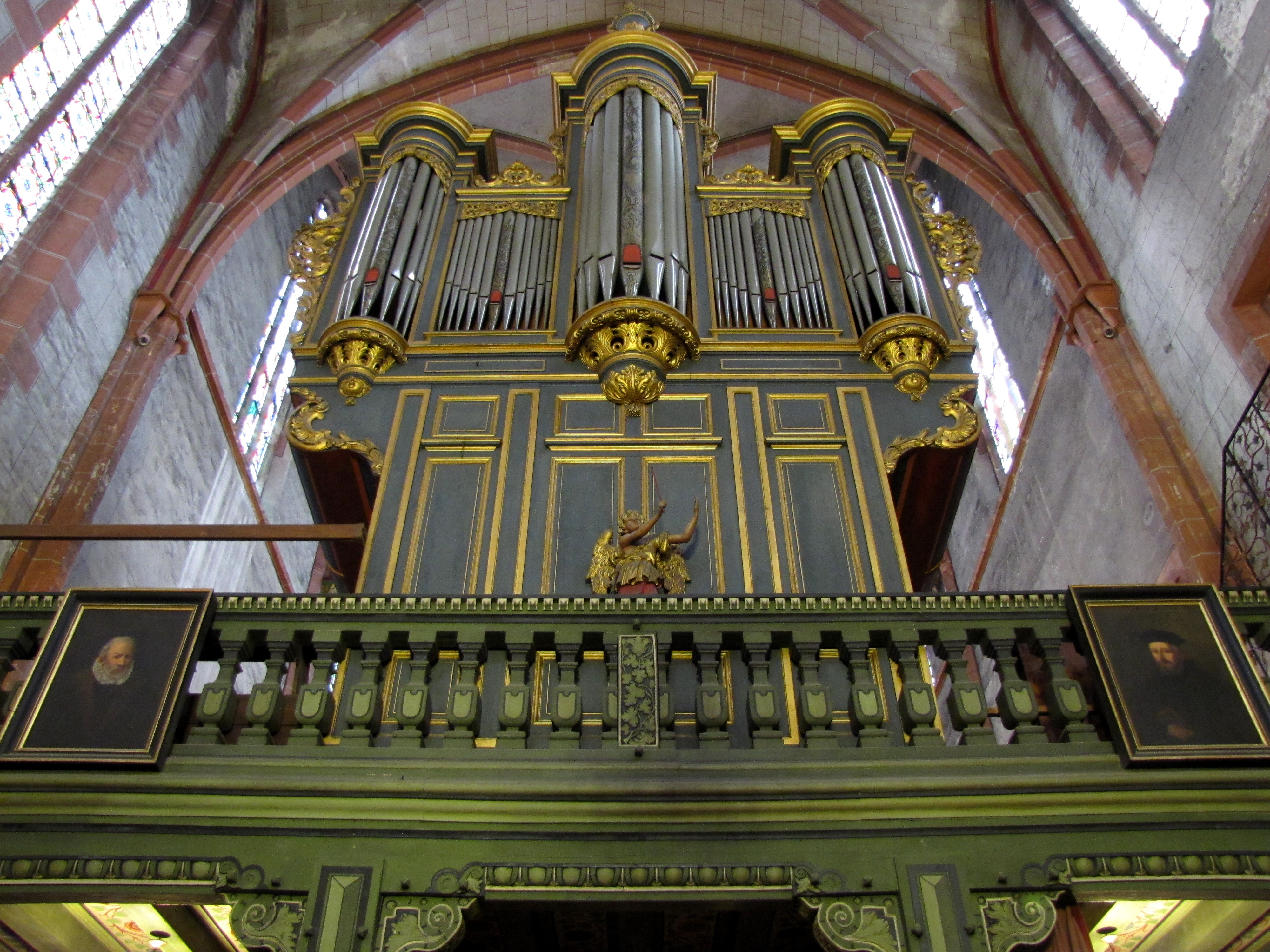
Détail.
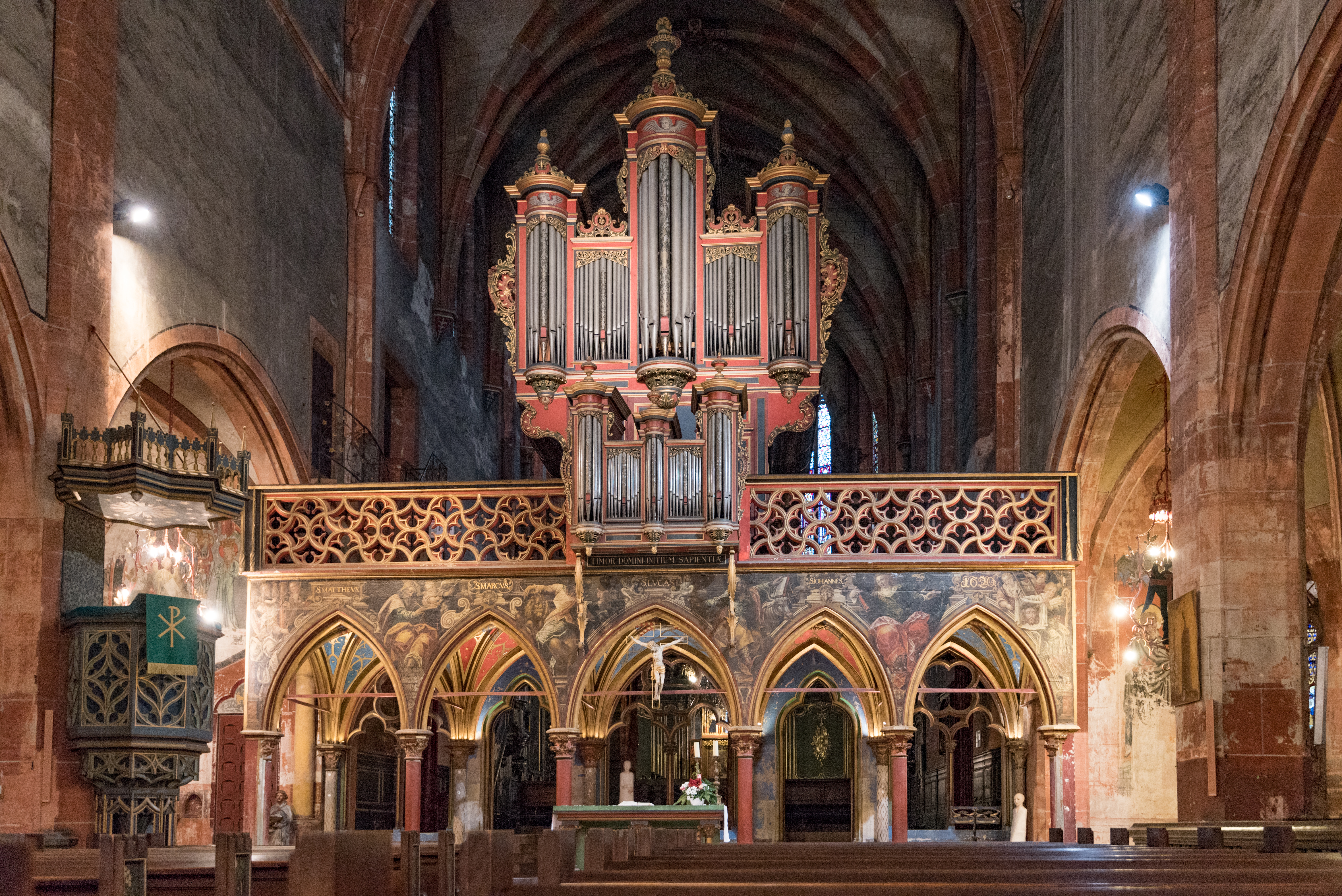
Vue du Jubé et du Grand Orgue

Le 11 mai 1868, l’orgue est endommagé par la foudre tombée dans le clocher. Les réparations, notamment au niveau du buffet, sont effectuées par Charles Wetzel (1828-1902). La même année, l’orgue subit des transformations importantes, la composition des jeux est transformée. À la suite des dommages causés par le bombardement de Strasbourg en 1870, Charles Wetzel doit faire à neuf deux tuyaux de montre du Grand Orgue. Entre 1897 et 1902, dans le cadre de la restauration de l’église, le mur de séparation entre le chœur et la nef est enlevé et l’orgue est transféré sur le jubé par Edmond Alexandre Roethinger (1866-1953), de Schiltigheim. Le buffet est muni d’une façade du côté du chœur, en copie de la façade ancienne, et recouvert de peintures polychromes. En 1917, les tuyaux de montre, y compris ceux de la façade est, échappent à la réquisition par les autorités militaires allemandes.
D'importants travaux sont effectués en 1925-1926 par Georges Schwenkedel (1885-1958) pour le compte de la maison Zann & Cie, de Bischheim. La composition des jeux est encore transformée. L’orgue est devenu un instrument à traction pneumatique, avec une console latérale placée du côté gauche de l’orgue. Le premier ventilateur électrique est installé en 1926. L’orgue comportait un Grand Orgue (12 jeux), un récit expressif (7 jeux) et un pédalier (5 jeux).
Une reconstruction en traction mécanique est réalisée en 1949–1950 par Ernest Muhleisen (1897-1981), de Strasbourg-Cronenbourg. Le Positif de dos est rétabli et un Récit expressif est ajouté, portant le nombre de jeux à 40. L’harmonisation est l’œuvre d’Alfred Kern (1910-1989), qui faisait alors partie de l’entreprise Muhleisen. Cette réalisation est aussitôt saluée par plusieurs organistes parisiens tels Norbert Dufourcq, Alexandre Cellier et André Marchal. On a pu dire que le nouvel orgue était « le fleuron de l’orgue néoclassique ». Il comportait 41 jeux sur 3 claviers manuels et pédalier.
En 1966, dans la perspective des enregistrements de l’œuvre de Jean-Sébastien Bach effectués par Helmut Walcha, Alfred Kern effectue quelques transformations et remaniements.
En 2012-2014, un relevage approfondi est effectué par Quentin Blumenroeder, de Haguenau, ce qui permet d’installer un combinateur électronique. L’orgue comporte 42 jeux sur 3 claviers et pédalier.
Composition actuelle
| I. Positif de dos 56 notes |
| Bourdon 8'                 |
| Prestant 4'                |
| Nazard 2 2/3'              |
| Doublette 2'               |
| Tierce 1 3/5'              |
| Fourniture III             |
| Cromorne 8'                |

| II. Grand Orgue 56 notes |
| Bourdon 16'              |
| Montre 8'                |
| Bourdon 8'               |
| Prestant 4'              |
| Flûte à cheminée 4'      |
| Quinte 2 2/3'            |
| Quarte de nazard 2'      |
| Sifflet 1'               |
| Cornet V                 |
| Fourniture IV            |
| Cymbale III              |
| Trompette 8'             |
| Clairon 4'               |

| III. Récit expressif 56 notes |
| Bourdon 8'                    |
| Prestant 4'                   |
| Flûte 4'                      |
| Doublette 2'                  |
| Larigot 1 1/3'                |
| Sesquialtera II               |
| Cymbale 1/2' III              |
| Trompette 8'                  |
| Voix humaine 8'               |
| Tremblant                     |

| Pédale 30 notes     |
| Flûte 16'           |
| Soubasse 16'        |
| Bourdon (GO) 16'    |
| Montre 8'           |
| Flûte 8'            |
| Prestant 4'         |
| Quarte de Nazard 2' |
| Fourniture IV       |
| Cymbale III         |
| Bombarde 16'        |
| Trompette 8'        |
| Clairon 4'          |

### Les orgues de la chapelle Saint-Jean
En 1837, un orgue neuf est placé par Martin Wetzel dans la chapelle Saint-Jean. Il comporte un clavier manuel avec 6 jeux et un pédalier avec 2 jeux. En 1854 l’orgue fut installé sur une tribune reposant sur deux piliers en fer.
En 1884, les soufflets sont supprimés et l’alimentation fut raccordée par Charles Wetzel au soufflet de l’orgue Silbermann. Il est démonté par Edmond Alexandre Roethinger en 1897 et stocké dans ses ateliers. En 1900 il est repris par Roethinger et sert à financer un nouveau moteur pour la soufflerie de l’orgue Silbermann.
En 1980, Alfred Kern et son fils Daniel Kern installent un Positif avec un clavier manuel de 4 jeux et un pédalier accroché au clavier. Par la suite l’instrument est monté sur un plateau mobile permettant de le déplacer.

### Les orgues du chœur
Trois instruments se sont succédé dans le chœur catholique.
En 1711, le premier orgue dans le chœur catholique est construit par Joseph Waltrin, de Strasbourg. Il comportait un Grand Orgue, un Écho et un pédalier, avec 10 jeux.
En 1762 il est transféré à l’église protestante de Blaesheim, pour faire place à un orgue de Jean André Silbermann. Il sera repris par Stiehr et Mockers en 1862. Le nouvel orgue de Jean André Silbermann comporte Grand orgue, Écho et pédalier, avec 16 jeux. Transformé par George Wegman en 1837, puis par Stiehr et Mockers en 1848, il est vendu en 1865 à la paroisse catholique de Soultz-les-Bains, où il se trouve toujours. Il sera restauré en 2007 par la maison Kern.
En 1865, l'orgue Silbermann est remplacé par un orgue de Stiehr et Mockers, puis, en 1899, vendu à la paroisse Sainte-Famille de Schiltigheim. En 1968 il est transféré à une paroisse catholique près de Caen pour faire place à un nouvel orgue de la maison Roethinger à Schiltigheim.

## Galerie

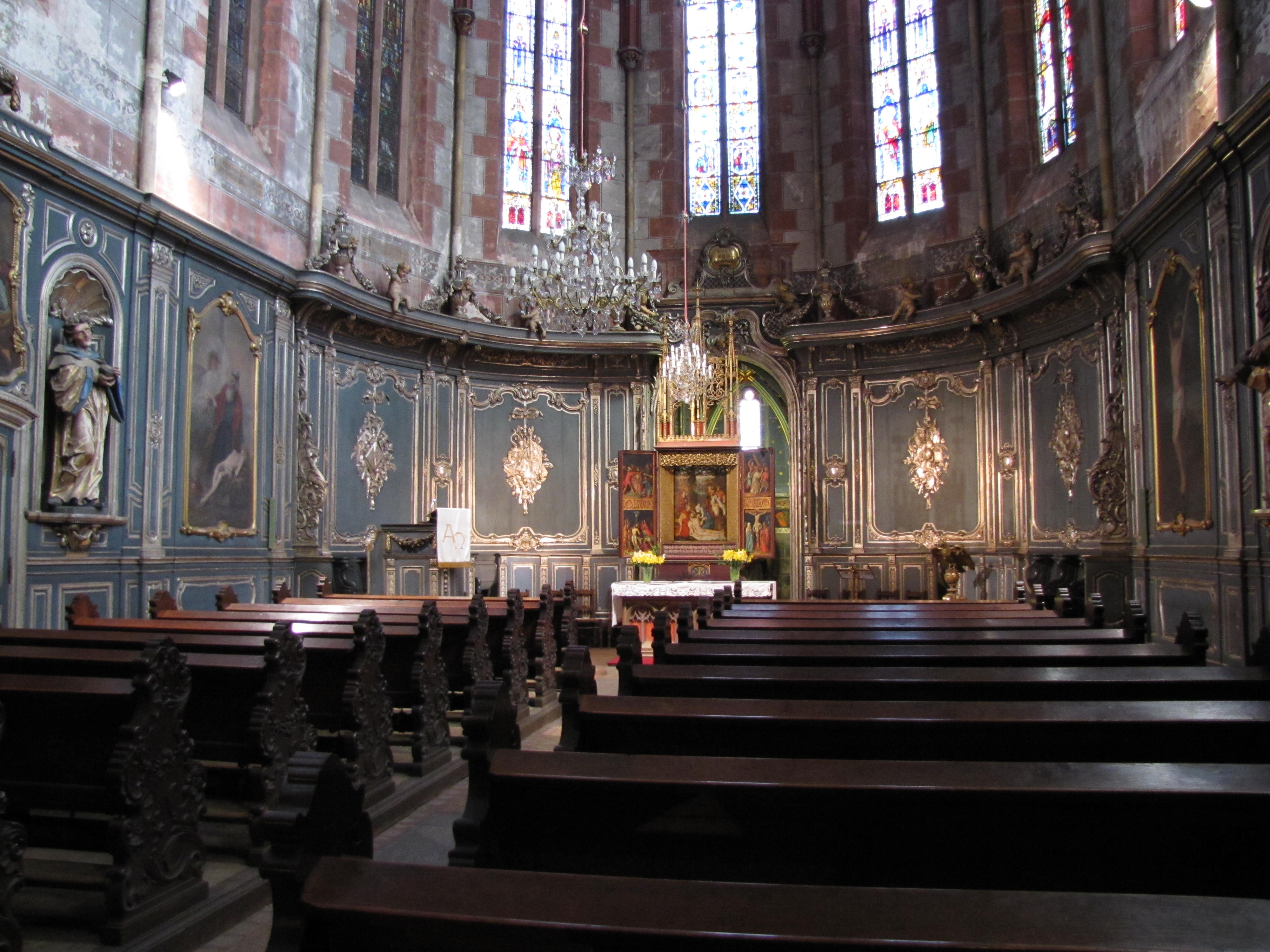
Le chœur baroque, ancienne partie catholique de l'église simultanée.
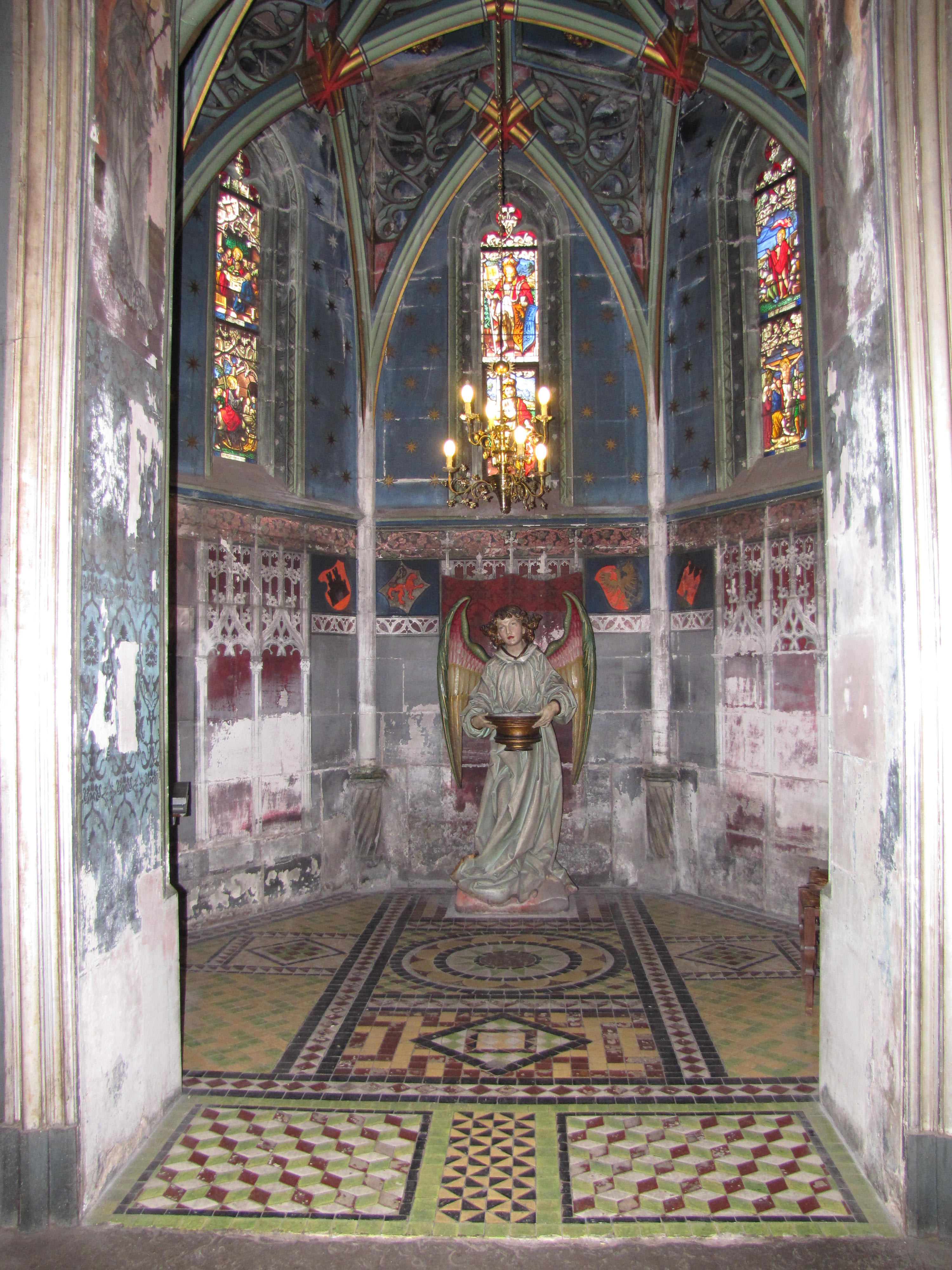
Chapelle de l'Ange avec baptistère.
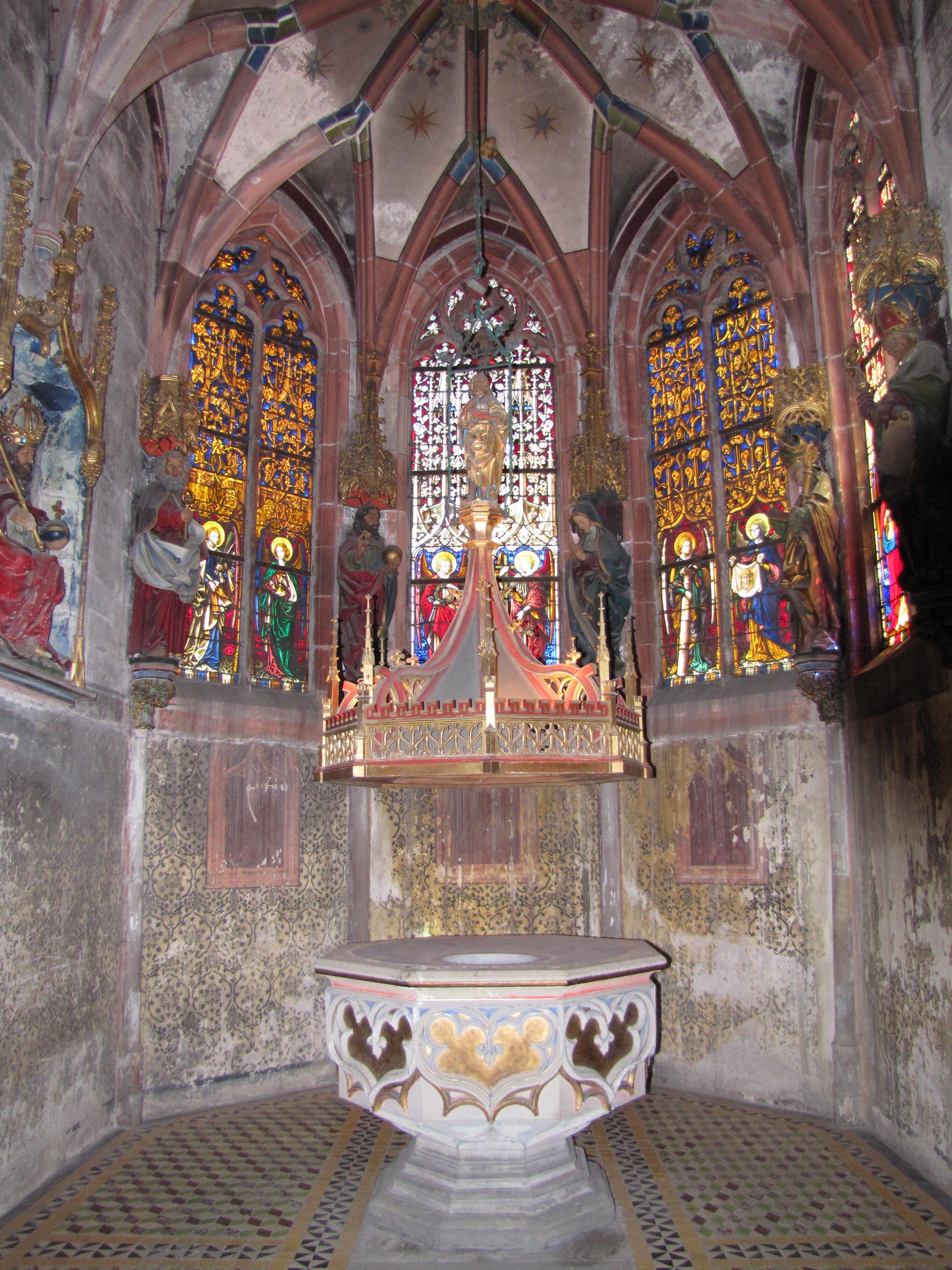
Chapelle de la Trinité avec fonts baptismaux du (XVe siècle)
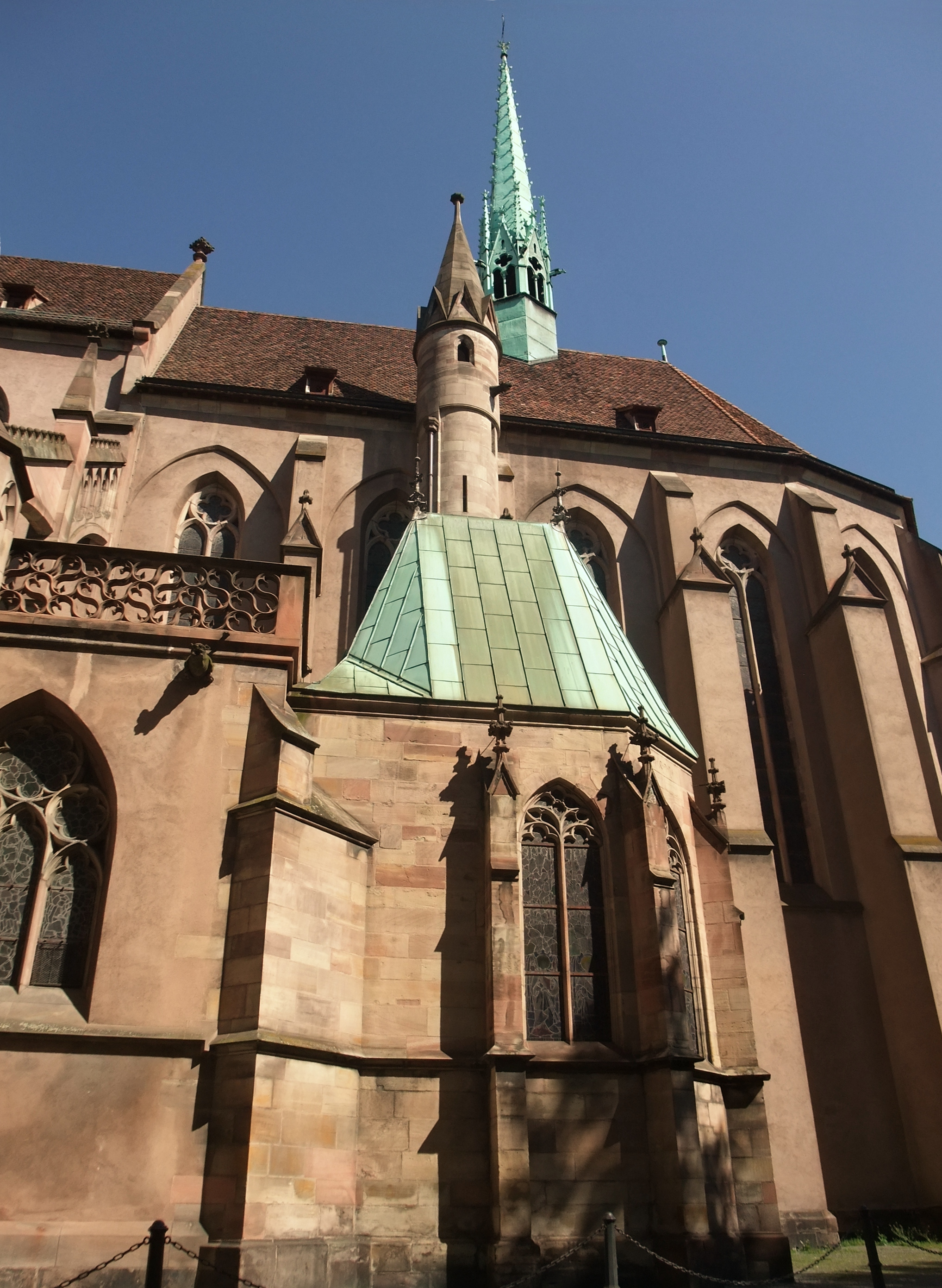
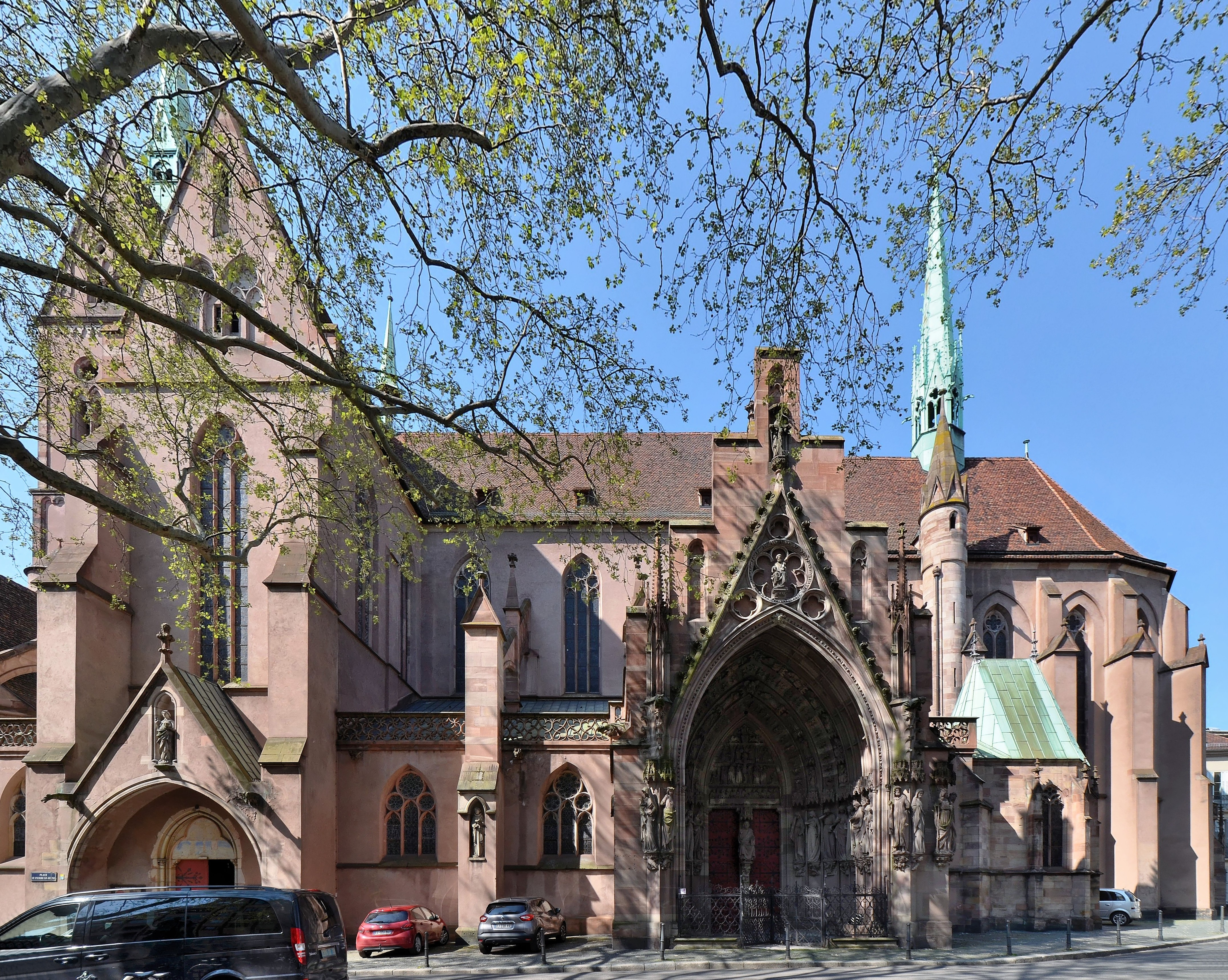
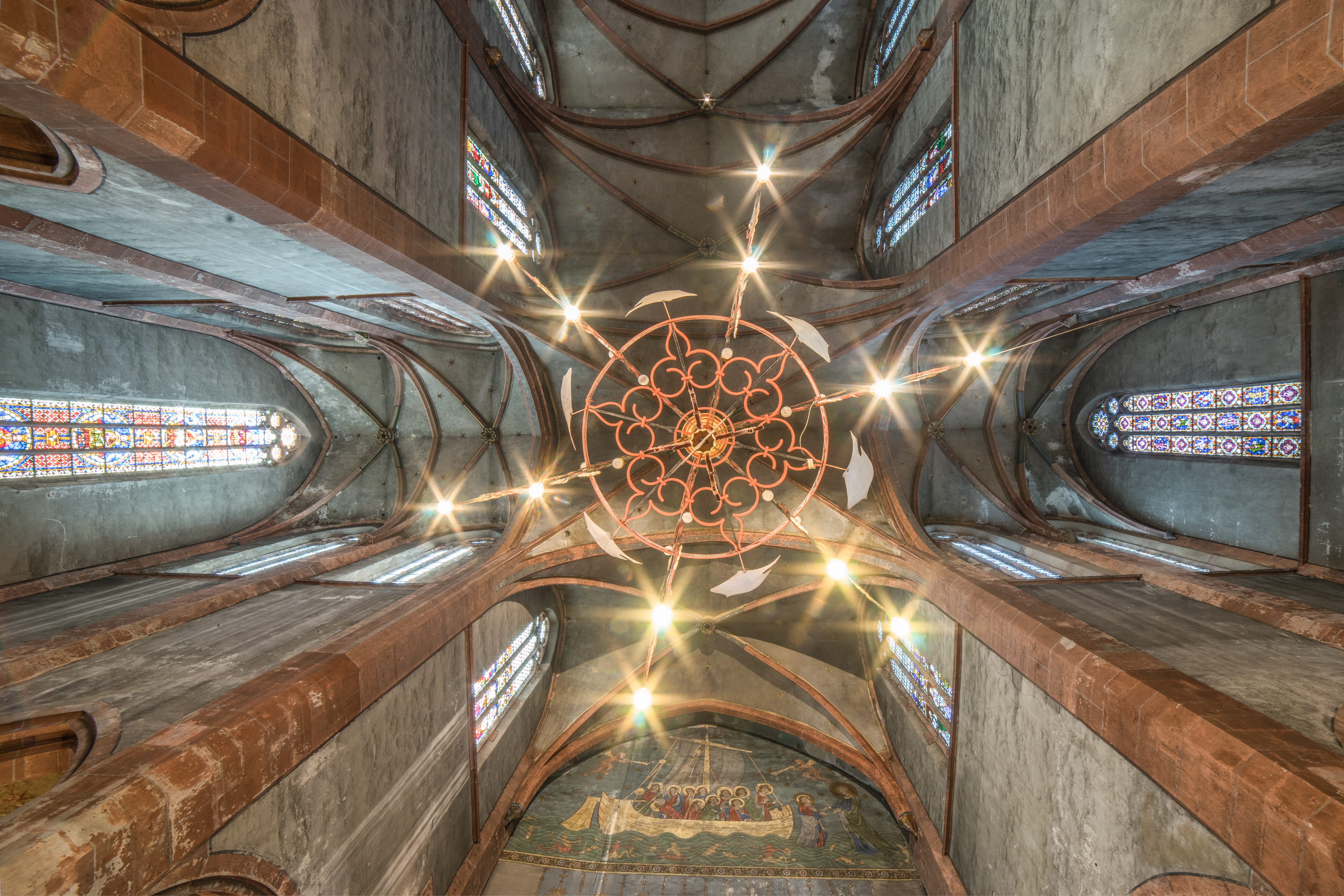
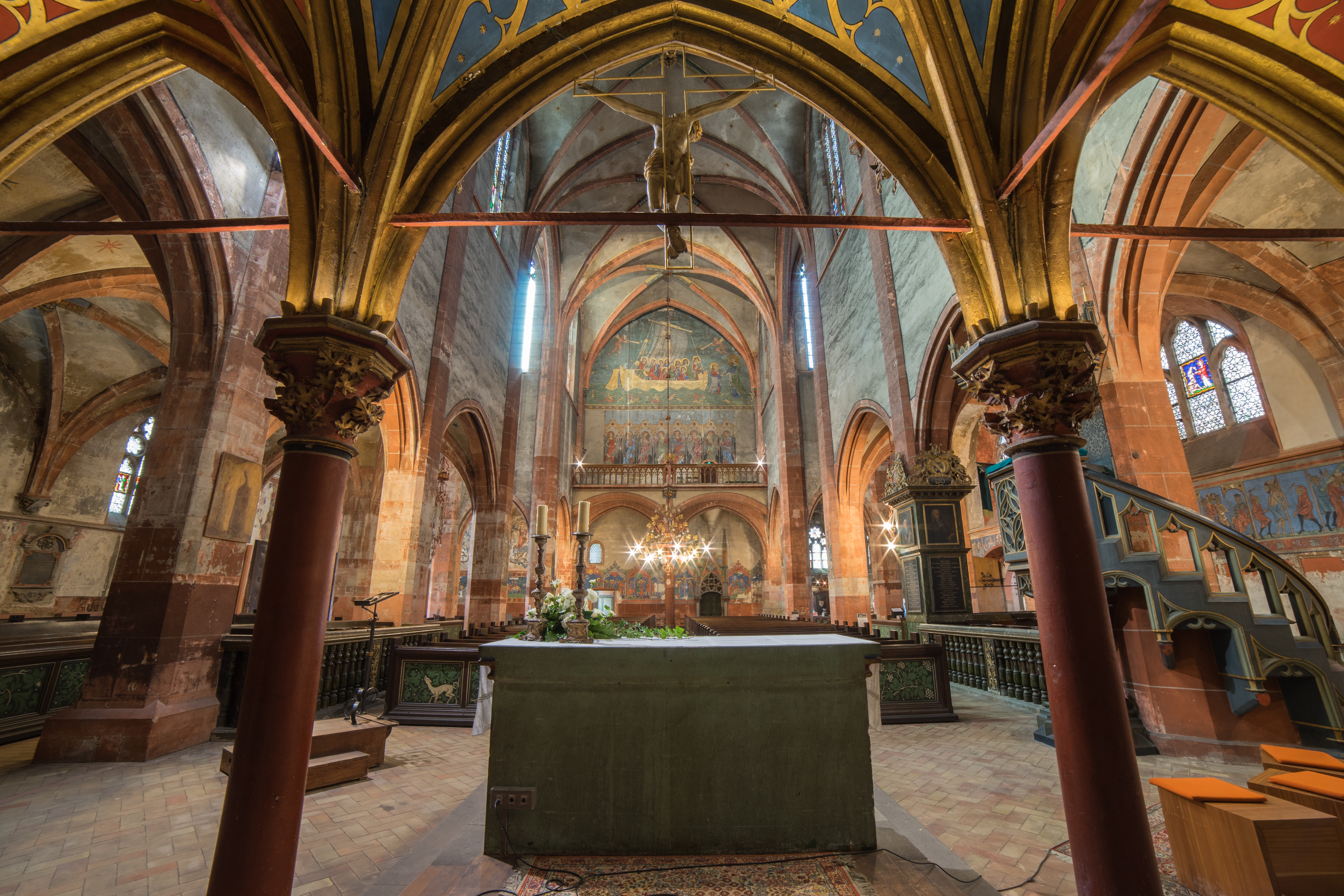
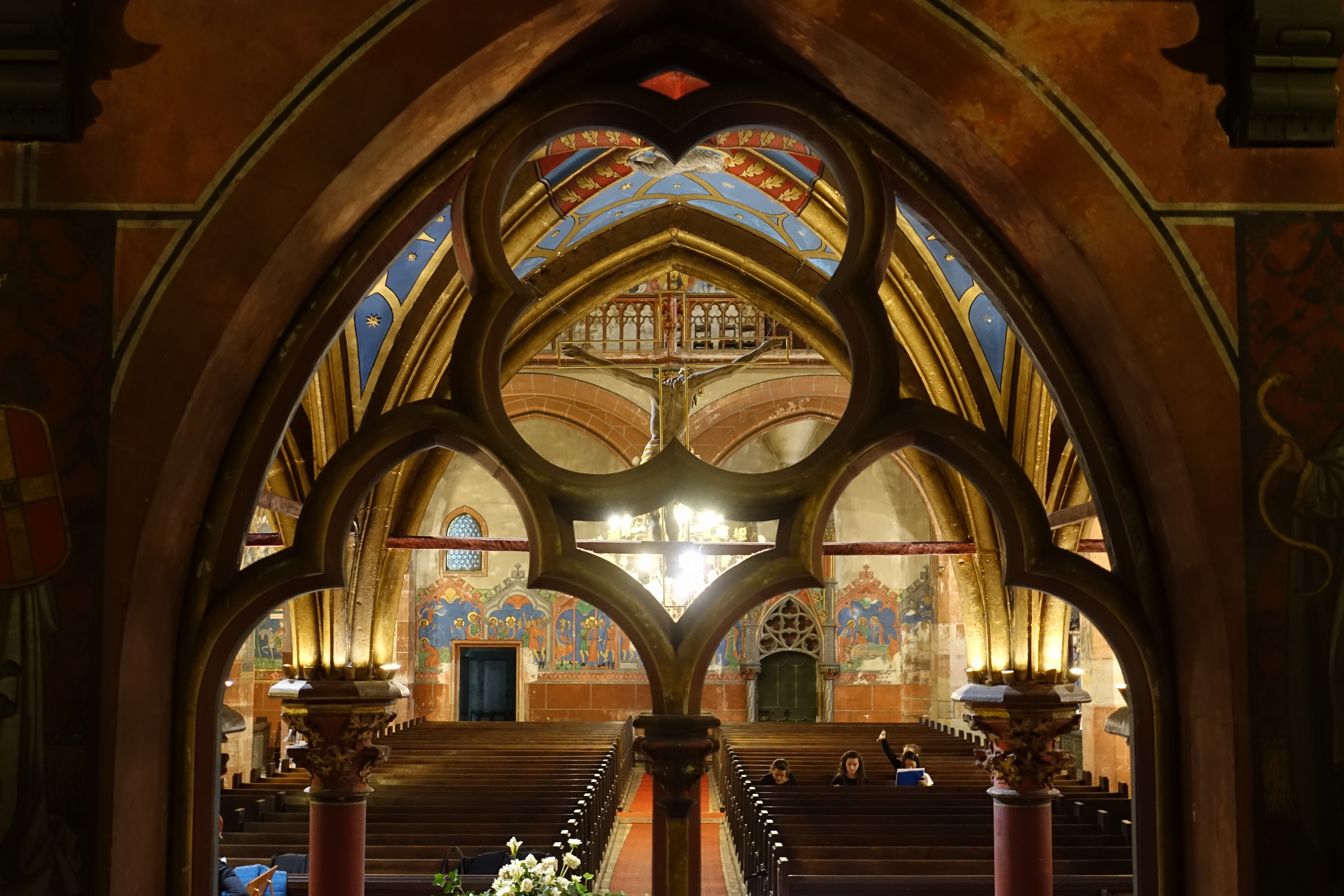

## Tourisme
L'église accueille plus de 80 000 touristes chaque année. En tant qu'église protestante ancienne, elle est une des rares églises à avoir conservé son jubé, le mur de séparation entre le chœur et la nef, les églises catholiques les ayant supprimés après le Concile de Trente au milieu du XVIe siècle.
Dans la chapelle au fond du coeur, une sculpture polychrome d'un ange de deux mètres de haut a été déposée à la fin du XIXe siècle à l'occasion de la rénovation de l'église par l'architecte Carl Schaeffer. La chapelle est devenue un lieu de passage pour de nombreux touristes qui viennent y déposer dans la large vasque tenue par l'ange leurs papiers de prière.

## Pasteurs de l'église Saint-Pierre-le-Jeune
Au début des années 1960, l'historien Marie-Joseph Bopp a dressé la liste des pasteurs des différentes paroisses d'Alsace-Lorraine au fil des siècles. Voici celle des premiers pasteurs de l'église Saint-Pierre-le-Jeune, depuis la Réforme jusqu'à la Seconde Guerre mondiale. On pourra néanmoins observer quelques petites différences avec celle apposée sur les murs de l'église, présentée ci-dessous.
- 1524-1541 : Wolfgang Fabricius Capito
- 1542 (44)-1549 : Paul Fagius
- 1550-1560 : intérim
- 1549-1572 : Lorenz Offner
- 1572-1598 : Johann Liptiz
- 1598-1618 : Johann Lipp
- 1618-1625 : Andreas Cottler
- 1625-1638 : Samuel I. Schallesius
- 1638-1650 : Johann Andreas Knoderer
- 1650-1660 : Johann I. Ulrici
- 1660-1679 : Elias Kolb[40]
- 1679-1702 : Johannes III. Heupel
- 1702-1717 : Johann David Büttner
- 1717-1743 : Johann Jakob Hirschel
- 1743-1761 : Johann Jakob Graff
- 1761-1771 : Johann Georg Grauer
- 1771-1783 : Johann Friedrich Schaaff
- 1771-1783 : Friedrich Sigmund Lorenz[41]
- 1783-1802 : Christian Ludwig Leonhard
- 1795-1808 : Johann Philipp Fries[42], en alternance avec le précédent
- 1802-1841 : Johann Jakob Kreiss
- 1841-1859 : Johann Friedrich Stahl
- 1859-1885 : Heinrich Ludwig Scheffer
- 1885-1915 : Christian Karl Hackenschmidt
- 1915-1928 : Erwin Teutsch
- 1930-1945 : Albert Krafft
- à partir de 1945 : Robert Wolff

Bopp recense séparément les deuxièmes et troisièmes pasteurs, parmi lesquels figurent notamment deux éminentes personnalités, Friedrich Theodor Horning (1845-1882) et son fils Paul Wilhelm Horning (1882-1908).

Liste des pasteurs affichée dans l'église.
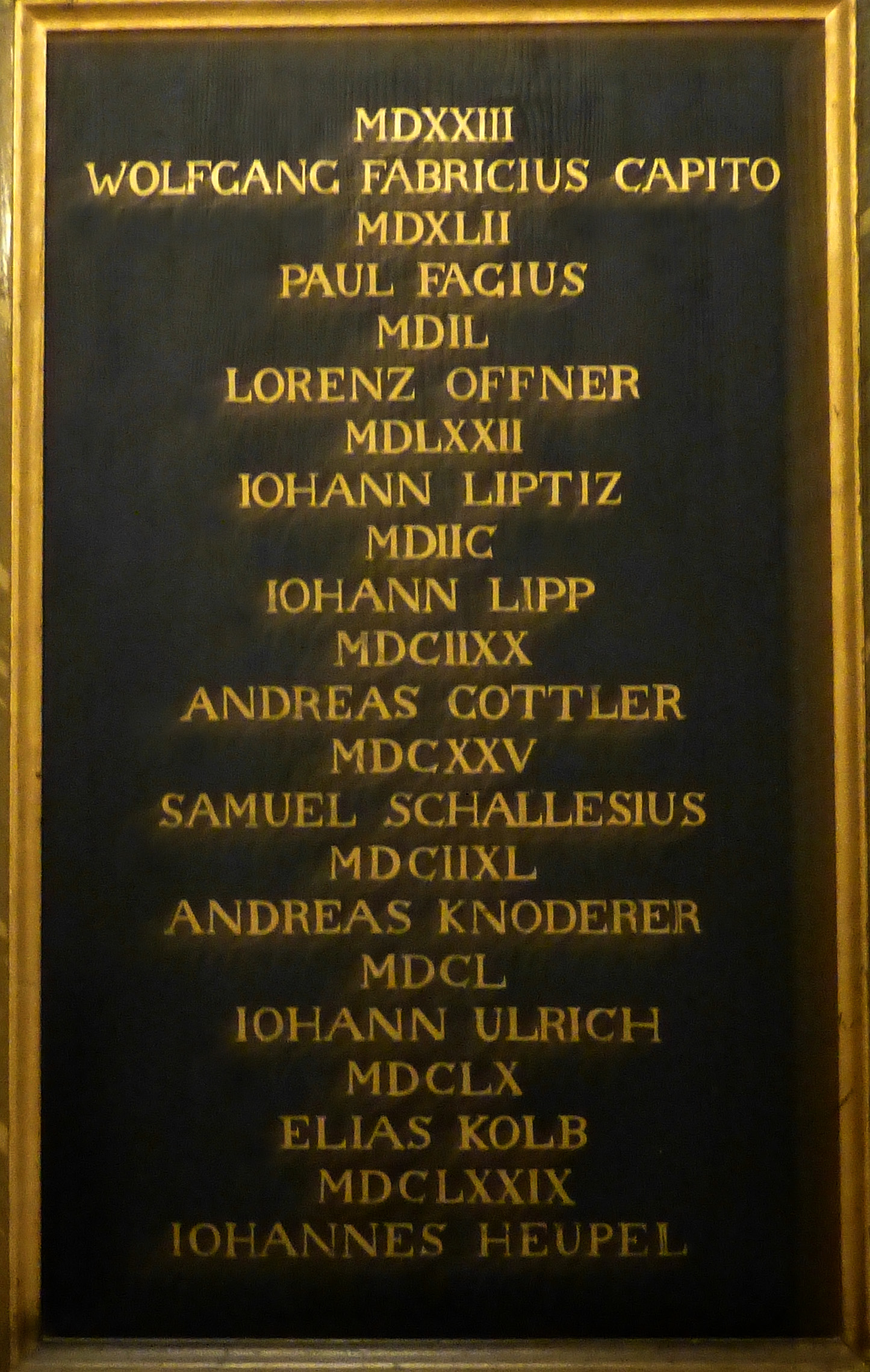
MDXXIII-MDCLXXIX
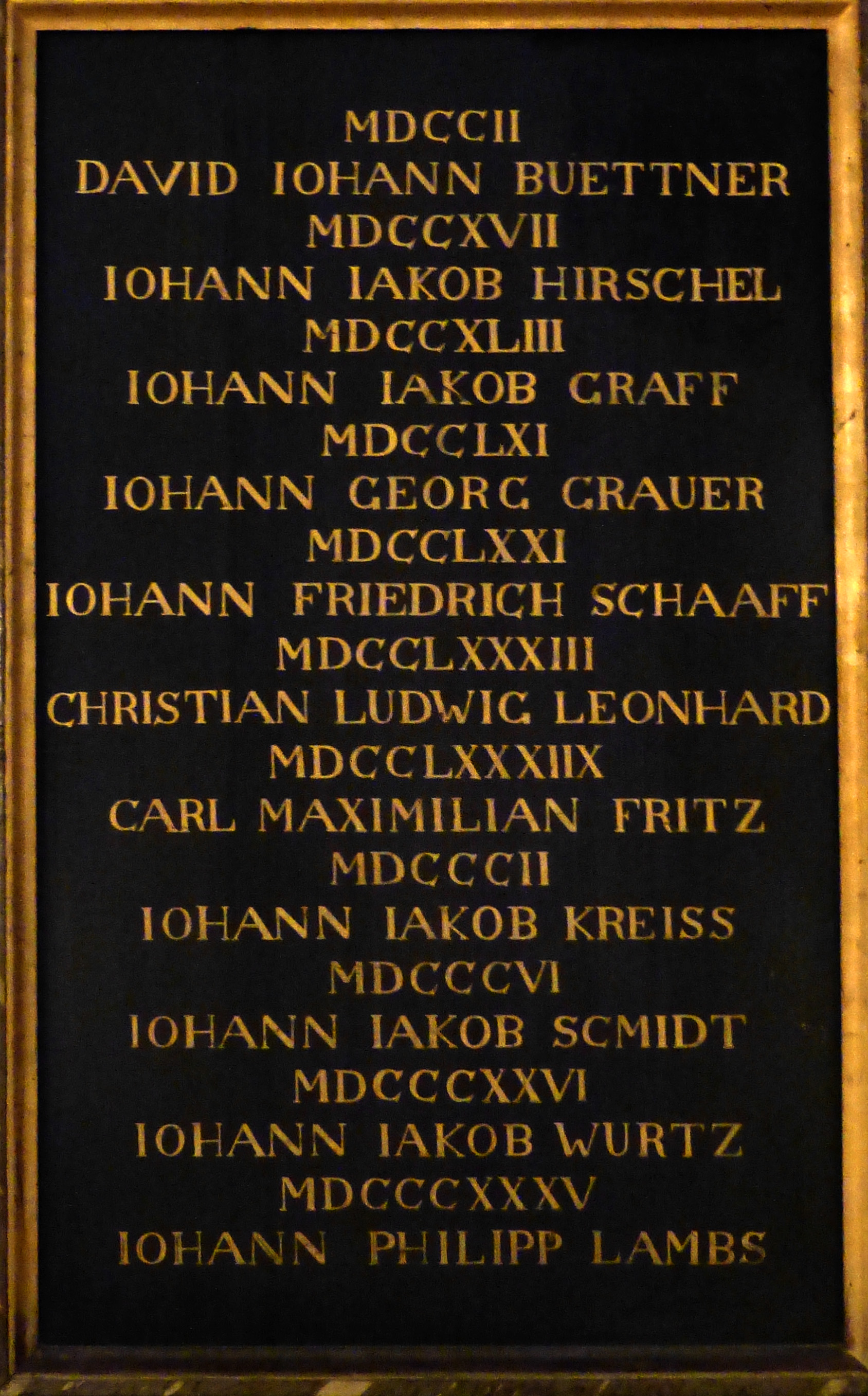
MDCCII-MDCCCXXXV
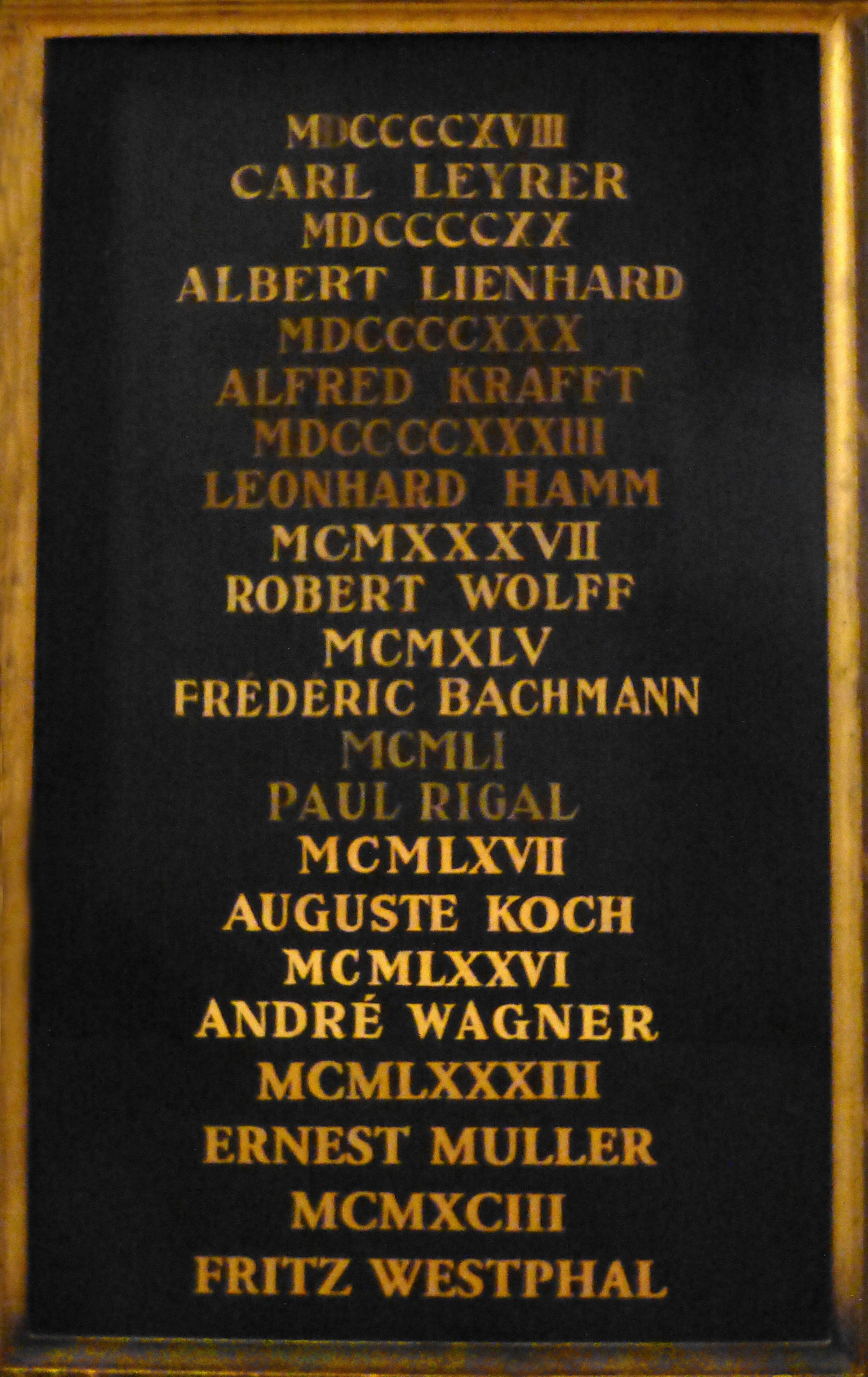
MDCCCXVIII-MCMXCIII
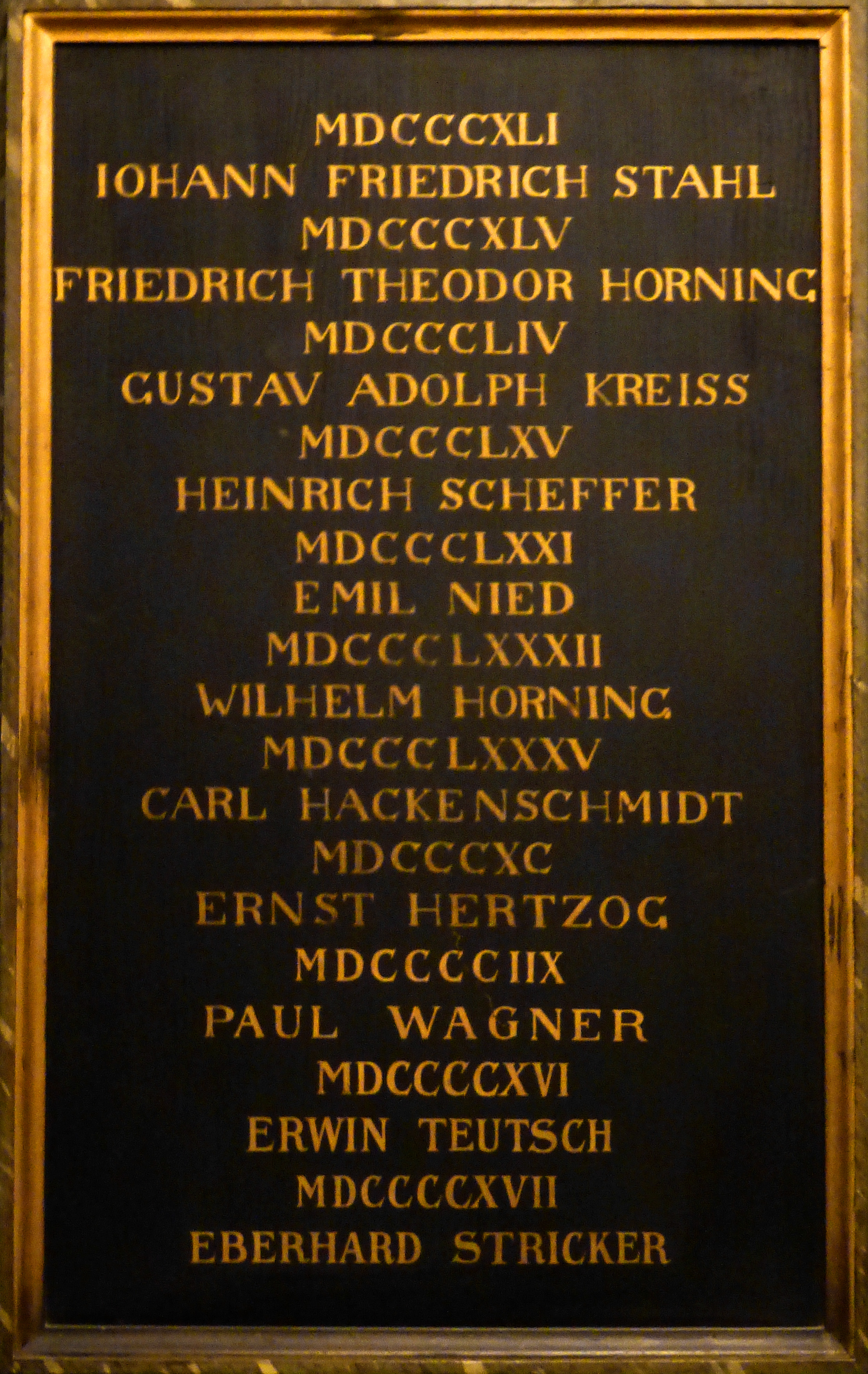
MDCCCXLI-MDCCCXVIII

Le pasteur actuel est Philippe Eber, installé le 2 septembre 2012.